# Steinberg (Schleswig)

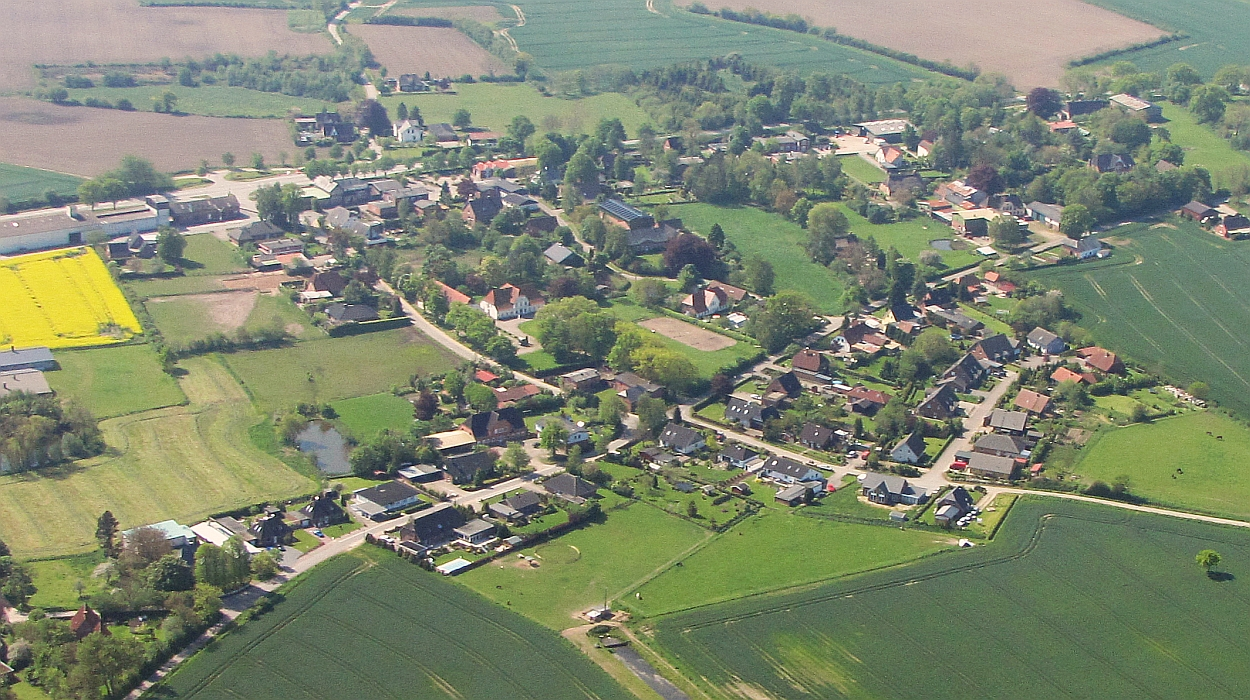
Luftbild Steinberg an der Ostsee (2012)

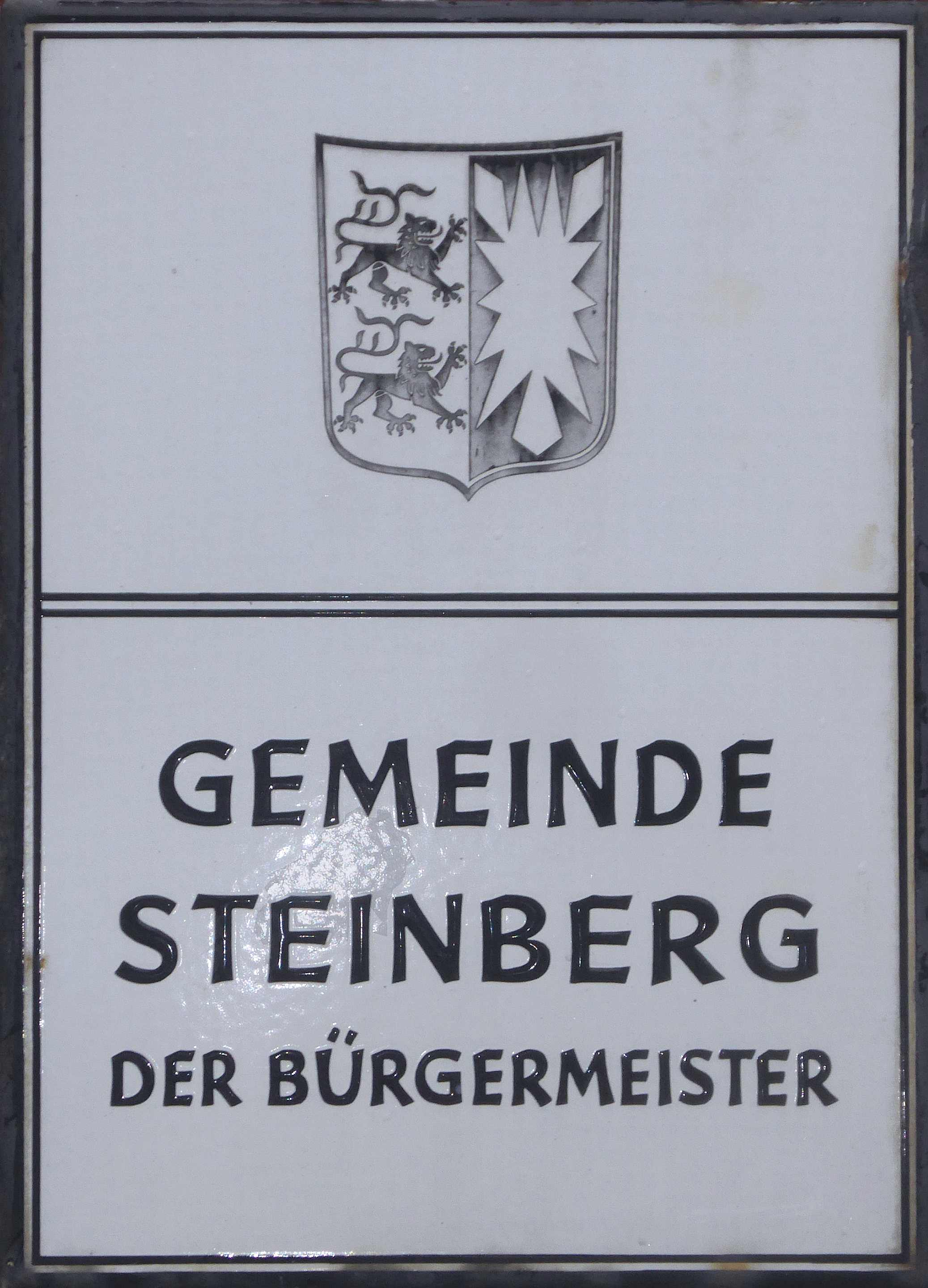
Altes emailliertes Amtsschild (2012)

Steinberg (dänisch: Stenbjerg, angeldän.: Stenbjerre) ist eine Gemeinde an der Ostseeküste im Kreis Schleswig-Flensburg in Schleswig-Holstein.

## Geographie
Die Gemeinde verfügt über eine Fläche von 16,24 km²; bei 830 Einwohnern ergibt das mit 51 Einwohnern je km² eine etwas geringere Bevölkerungsdichte als im gesamten Amt Geltinger Bucht, zu dem Steinberg seit 2008 gehört. Steinberg grenzt auf eine Länge von 8 Kilometern an die Ostsee bzw. deren Geltinger Bucht nahe der Flensburger Förde. Der Ort liegt in der leicht hügeligen Region Angeln und auf einer Höhenlage zwischen 0 und 27 m über NHN. Die Ausdehnung der Gemeinde beträgt 6 Kilometer in Nord-Süd-Richtung und 4 Kilometer in West-Ost.

## Geschichte
Der Ort Steinberg wurde erstmals 1352 als „campo Stenbiert“ erwähnt, ist sicher aber viel älter. Die unweit vom Ort Steinberg gebaute St.-Martin-Kirche gab dem rundum die Kirche heranwachsenden Siedlungsbereich den neuen Namen „Steinbergkirche“, der zur Nachbargemeinde Steinbergkirche heranwuchs.
Das Dorf erstreckte sich auch nach 1945 noch in großer Ausdehnung von der Gemeindegrenze im Westen bei Bredegatt bis Flintholm im Osten, im Süden bis Südsteinberg und im Norden bis Stürsholz. Steinbergholz gehörte schon immer als Ortsteil dazu. Seit dem letzten Gemeindezusammenschluss von Steinberg und Norgaardholz mit Habernis sowie Steinberghaff im Jahr 1970 definiert sich das Gemeindegebiet nach Himmelsrichtungen im Norden von Habernis und entgegengesetzt bis Südsteinberg (an die Gemeinden Esgrus und Niesgrau grenzend) und im Westen an Steinbergkirche angrenzend sowie bis nach Steinberghaff in östlicher Angrenzung an Ohrfeldhaff (Gemeinde Niesgrau). Der Ortsteil Steinberggaard, einst ein Weiler und in der Zeit von ca. 1450 bis 1470 im Besitz von König Christian I. aus Dänemark, wurde im Jahr 2010 ein amtlich registrierter Ortsteil von Steinberg. Steinberggaard, dessen Bewohner bereits 1854 dem Kirchspiel Steinberg zugerechnet wurden, dürfte damit der älteste Ortsteil von Steinberg sein.
In früheren Zeiten bildeten in Süderjütland bzw. im Herzogtum Schleswig die sogenannten Harden die untersten Verwaltungseinheiten. Ihnen oblag auch die Gerichtsbarkeit. Steinberg gehörte zur Nieharde (neue Harde), die im frühen Mittelalter von den benachbarten Harden abgetrennt worden war. Sie umfasste die Kirchspiele Sörup, Quern, Sterup, Esgrus, Steinberg und früher auch Gelting.
Anfang des 16. Jahrhunderts stritten sich Quern und Steinberg um die Halbinsel Habernis, die offenbar erst spät besiedelt wurde. Das Steinberghaff wurde 1614 erstmals namentlich erwähnt. Die Endung „-haff“ entspricht dabei dem dänischen Stenbjerg hav (= Meer, See). Ursprünglich bezog sich der Name „Steinberghaff“ auf die ganze Strandstrecke von der Lipping Au bis Habernis (ca. 4 km). Erst um 1800 wurde der Name Steinberghaff mit einem ca. 300 m langen und etwa 100 m breiten Küstenstreifen zwischen den Östergaarder Gehölz und Steinberger Hölzungen, speziell auf das Gebiet am Ostende der heutigen Fischerstraße bezogen.
Im späten 18. Jahrhundert begann der Schiffsbaumeister und frühere Seefahrer Hans Ingermann mit dem Bau von Schiffen und Booten, womit Ingermann, der gebürtig aus dem dänischen Asserballe stammte, die Gewerbesparte Schiffbau am Haff (Meer) von heutigen Steinberg begründete. Mit der Entwicklung ging auch ein wachsender Handel am Ort mit anzulieferndem Holz einher. Hans Petersen folgte als Schiffbauer dem 1807 in Steinbergholz verstorbenen Hans Ingermann. Im 19. Jahrhundert entwickelte sich der Schiffbau in Norgaardholz in größeren Ausmaßen unter der Schiffsbau-Familie Diedrichsen. In den Betrieben wurden über 140 Schiffe und Boote bis zur Größe von 200 BRT und maximalem Volumen um 500 Kubikmeter gebaut, womit man unter den Werften zwischen Flensburg und Kappeln nicht als unbedeutend galt, aber den Schiffbau am Haff von Steinberg nach über einem Jahrhundert dann doch im Wettbewerb gegen industrialisierte Werften aufgeben musste.

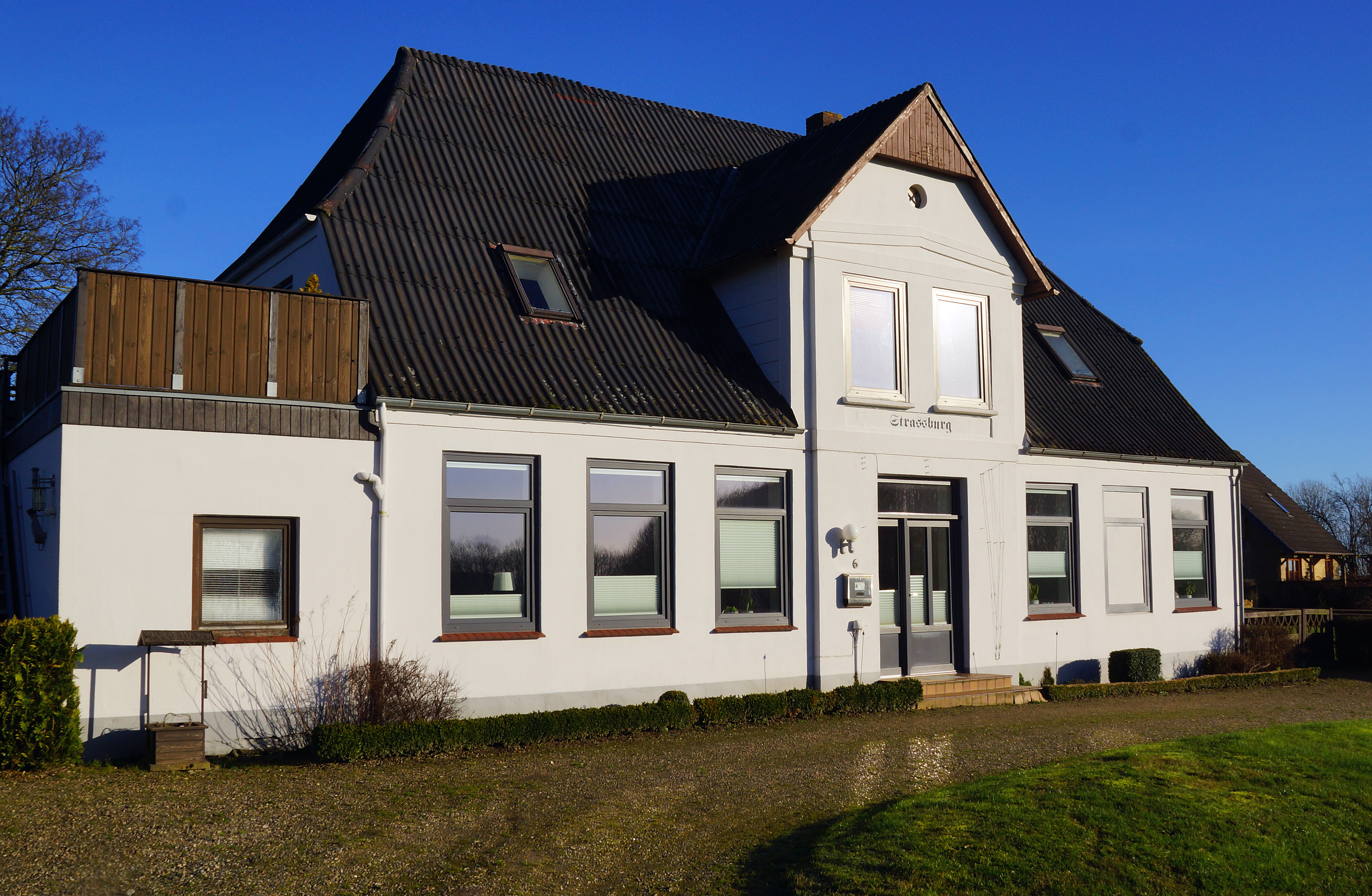
Ehemaliger Landkrog Strassburg in Südsteinberg

In der Zeit von 1806 bis 1814 war Dänemark mit Frankreich verbündet, dementsprechend waren im Herzogtum Schleswig in der Region Angeln auch französische Truppen einquartiert. So ist davon auszugehen, dass auch der ehemalige Landkrog Strassburg in Südsteinberg zwischen 1808 und 1813 der Unterbringung französischer Militärs diente und dadurch den Namen Strassburg erhielt, der als Schriftzug noch stets über der Eingangstür des ehemaligen Landkrogs das Gebäude ziert.
Nach dem Deutsch-Dänischen Krieg von 1864 bildeten die Herzogtümer Holstein und Schleswig durch Proklamation vom 24. Juni 1867 die neue preußische Provinz Schleswig-Holstein. Mit der preußischen Landgemeindeordnung von 1867 wurden neue Gemeinden gebildet. 1888/89 erfolgte anstelle der Harden die Schaffung der Amtsbezirke, die größtenteils die alten Kirchspiele umfassten.

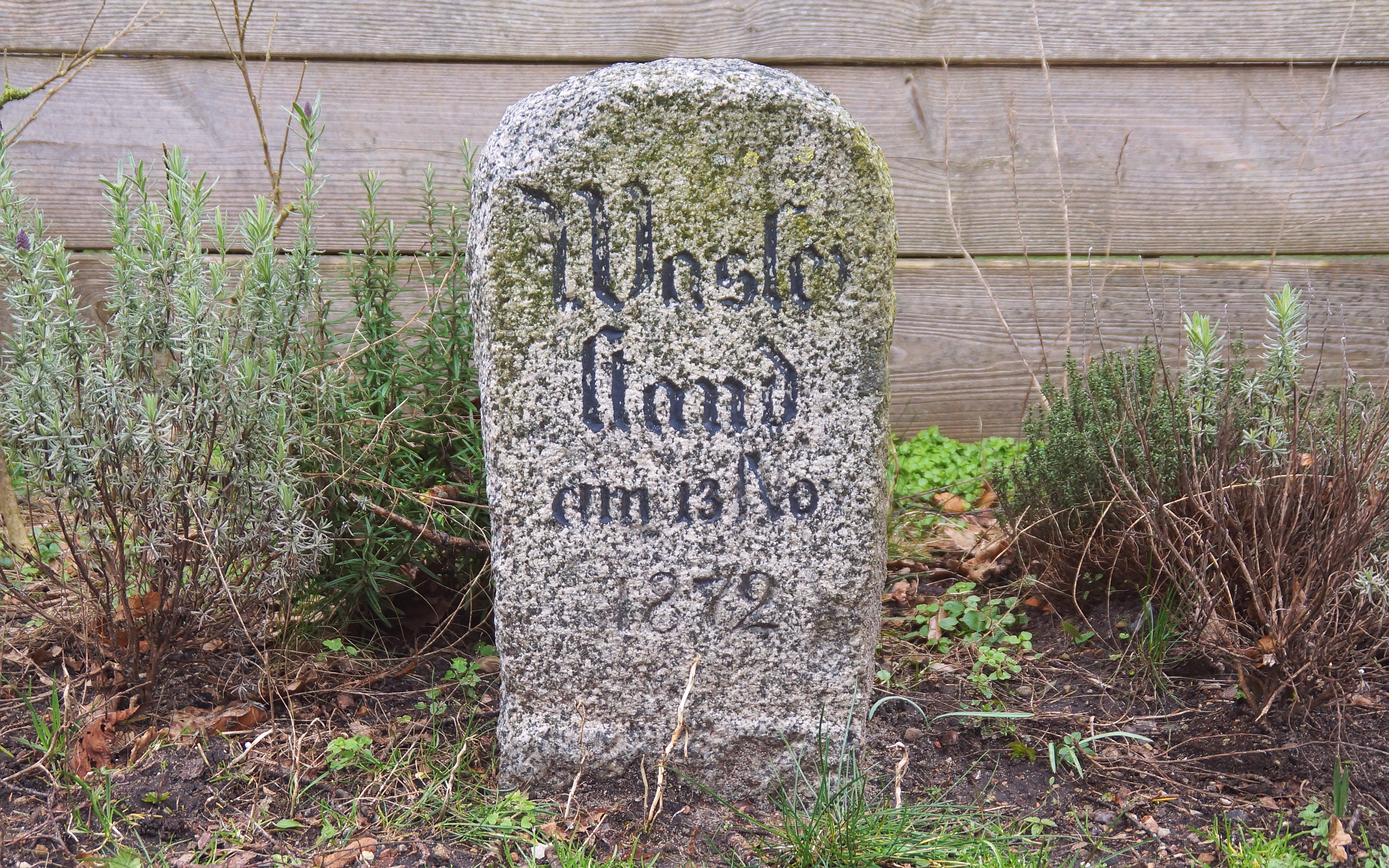
Wasserstandsmarke der Hochwasserkatastrophe am 13. November 1872

Im Jahr 1872 traf eine Hochwasserkatastrophe für Ostseeverhältnisse im schwersten Ausmaß auch die Flensburger Förde und richtete damit auch schwere Schäden in Steinberg an. Von Anfang November 1872 drückten anhaltende starke Westwinde enorme Wassermassen in die Ostsee, was vom 12. bis 13. November 1872 mit drehendem Sturm in Orkanstärke aus Nordost die gewaltigen Wassermassen gen Westen und damit an die deutsche Ostseeküste zurück drückte, wonach durch die katastrophalen Auswirkungen viele Todesopfer und große materielle Schäden zu beklagen waren. Für die sturmflutartige Hochwasserkatastrophe wurden für Flensburg, Schleimünde und Eckernförde Wasserstände von 3,20 bis 3,45 m über NN ermittelt. Hieraus ist für Steinberg aus der Katastrophe ein Hochwasserstand von mehr als 3 m über NN zu folgern; in Mitleidenschaft gezogen wurden die heutigen Steinberger Ortsteile Habernis. Norgaardholz, Steinbergholz und Steinberghaff sowie der Fischerholz bzw. Oestergaarder Wald. Für die deutsche Ostseeküste gelten diese Hochwasserstände weiterhin als Maßstab für baulichen Hochwasserschutz.
Zum Ende des Zweiten Weltkrieges befand sich im 24 Kilometer entfernten Flensburger Vorort Mürwik der sogenannte Sonderbereich Mürwik mit der letzten Reichsregierung unter Karl Dönitz. Nach der Teilkapitulation der Wehrmacht für Nordwestdeutschland, Dänemark und die Niederlande am 4. Mai wurden im Raum Flensburg gemäß dem eigentlich von Dönitz zurückgenommenen Regenbogen-Befehl, über 70 U-Boote im Flensburger Raum versenkt. Die meisten wurden unweit von Steinberg im Bereich der Geltinger Bucht versenkt. Kurz nach der anschließenden bedingungslosen Kapitulation der Wehrmacht wurden dort die drei Matrosen Fritz Wehrmann, Alfred Gail und Martin Schilling wegen Fahnenflucht zum Tod verurteilt und hingerichtet. Am Strand von Norgaardholz befindet sich zur Erinnerung ein Gedenkstein mit einer angebrachten Tafel.
Im Jahr 1949 vereinigten sich die benachbarten Ämter Steinberg und Quern zum gemeinsamen Amtsbezirk Quern-Steinberg mit Sitz in Steinbergkirche, einem Ortsteil der damals noch selbständigen Gemeinde Bredegatt.
Nachdem sich bereits 1966 die Gemeinden Habernis und Norgaardholz vereint hatten, schlossen sich im Jahre 1970 aufgrund der Gebietsreform die bis dahin selbständigen Gemeinden Steinberg, Norgaardholz und Steinberghaff zu einer Bädergemeinde Steinberg mit der im Raumordnungsplan des Landes Schleswig-Holstein zugeordneten Funktionen Fremdenverkehr, Landwirtschaft und Wohnen zusammen.

## Politik

### Gemeindegebiet
Das heutige Gemeindegebiet besteht seit 1970. Habernis (Havernæs), Norgaardholz (Nørregårdskov), Steinbergholz (Stenbjergskov), Steinberghaff (Stenbjerghav), Oestergaard (Østergård) und Steinberggaard liegen im Gemeindegebiet. Zum Gemeindegebiet gehört auch der Fischerholz oder Oestergaardwald genannt (dän.: Fiskerskov bzw. Østergårdskov), ein über 20 Hektar großes Waldgebiet im Osten der Gemeinde Steinberg.
Da auch „Oestergaard“ über eine wechselhafte Historie verfügt, ist hier anzumerken, dass am 17. Mai 1872 der Weiler bzw. die Ansiedlung Oestergaarde amtlich den Status einer Gemeinde erhielt. 37 Jahre später wurde aber die Registrierung dieser früheren Gemeinde Oestergaard laut Erlass vom 23. April 1909 der Königlichen Regierung zu Schleswig in Gemeinde Steinberghaff umgeändert, so am 11. Mai 1909 auf Veranlassung des Regierungspräsidenten von Dolega-Kozierowski verkündet und am 22. Mai 1909 im Amtsblatt der Königlichen Regierung zu Schleswig veröffentlicht.

### Gemeindevertretung
Bei der Kommunalwahl am 14. Mai 2023 wurden insgesamt 12 Sitze vergeben. Von diesen erhielt die Wählergemeinschaft Steinberg sechs Sitze und die Partei Aktive BürgerInnen Steinberg/Die Grünen und die CDU je drei Sitze.
Nach der Hauptsatzung für die Gemeinde Steinberg vom 6. Januar 2014 gibt es in der Gemeindevertretung fünf ständige Ausschüsse, und zwar einen Finanzausschuss, Bau- und Wegeausschuss, einen Dorf- und Touristikausschuss, einen Ausschuss für Planung und Umwelt sowie einen Rechnungsprüfungsausschuss.

### Bürgermeister
Am 17. Juni 2020 wurde Roy Bonde (CDU) zum Bürgermeister gewählt.

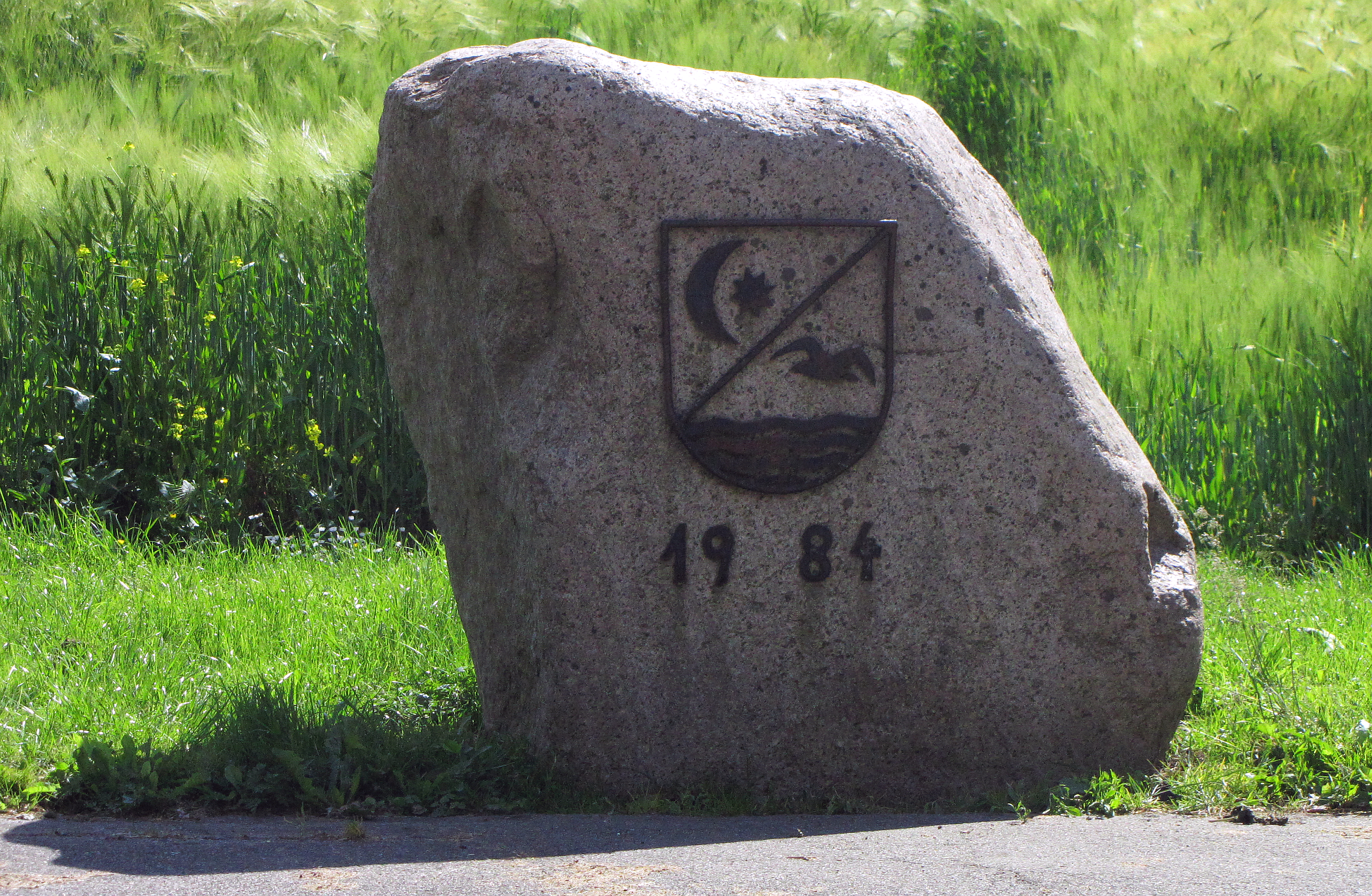
Wappen der Gemeinde Steinberg (2012)

### Wappen
| | Blasonierung: „Über blauen und silbernen Wellen schräglinks geteilt von Blau und Gold. Oben nebeneinander ein abnehmender silberner Mond und ein achtstrahliger Stern, unten eine fliegende blaue Möwe.“ |
| Wappenbegründung: Die dominierenden Farben Blau und Gold im Wappen der Gemeinde Steinberg sind die Farben des ehemaligen Herzogtums und heutigen Landesteils Schleswig, in dem der an die Flensburger Förde angrenzende Ort gelegen ist. Mond und Stern entstammen dem historischen Siegel der Nieharde, zu der die Gemeinde in ihren wesentlichen Teilen gehört hat. Diese Symbole sind fest im Bewusstsein der Einwohnerschaft in den früher der Nieharde zugehörigen Orten verwurzelt. Die Möwe als Symbol des Fremdenverkehrs und die blauen und silbernen Wellen weisen auf die geographische Lage der Gemeinde an der Ostsee hin und betonen ihre Bedeutung als Erholungsort. Die Aufteilung des Schildes orientiert sich an derjenigen des Kreiswappens Schleswig-Flensburg. Das Wappen wurde von Bernhard Asmussen aus Steinberg entworfen und am 6. April 1979 genehmigt. | |

## Infrastruktur

### Polizei
Die örtlich zuständige Polizeidienststelle befindet sich im zwei Kilometer entfernten Steinbergkirche.

### Schulen und Kindergarten

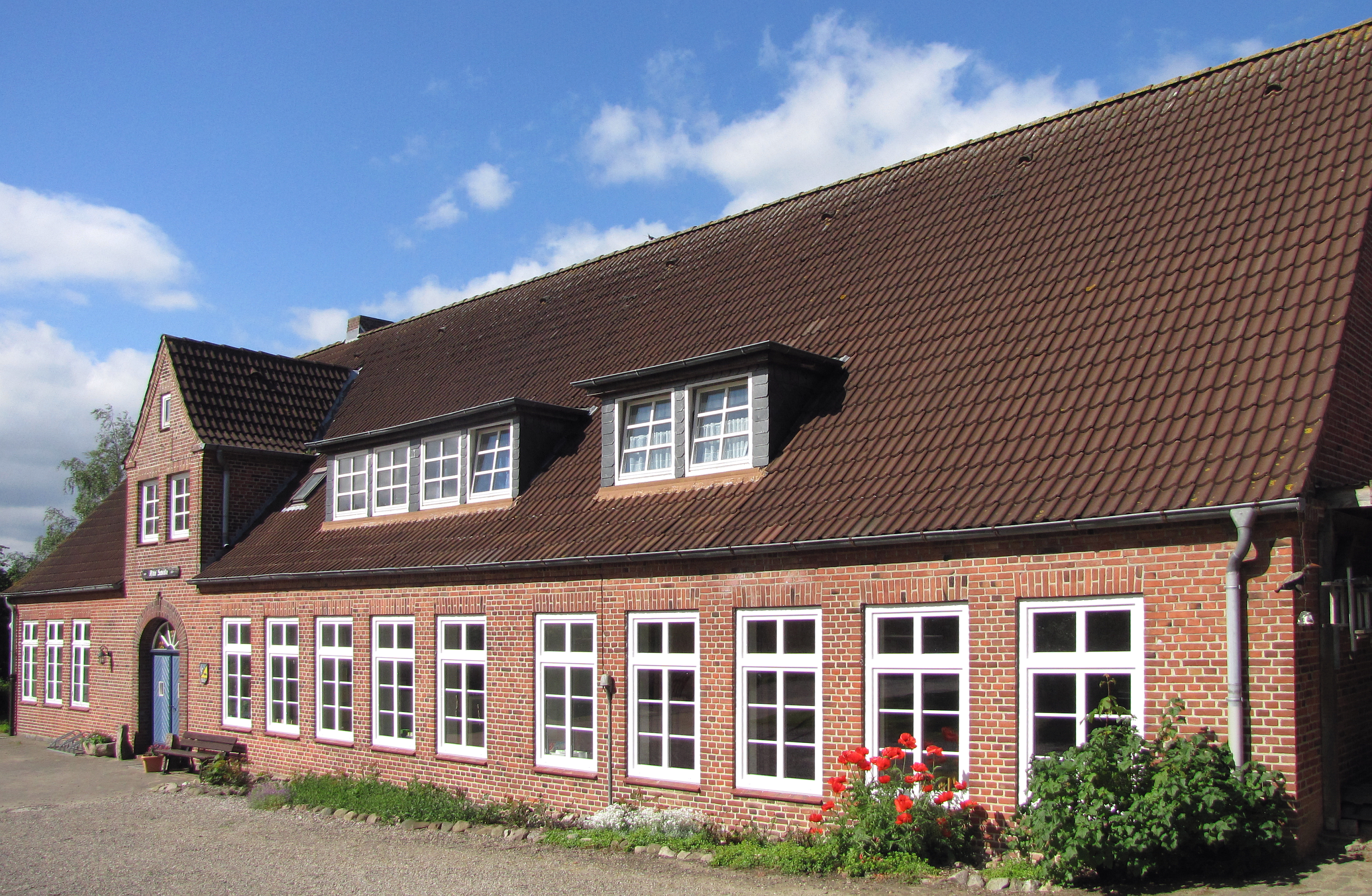
Ehemalige Schule in Steinberg Ortsteil Norgaardholz (2012)

Mit historischem Rückblick wird festgehalten, dass es einst von 1749 bis 1973 eine Steinbergholzer Schule gab. Dann entstand im Jahr 1802 ein Neubau für eine Schule in Norgaardholz, dem 1952 ein Um- und Erweiterungsbau folgte. Schließlich musste im Jahr 1973 der Schulbetrieb vor Ort eingestellt werden.
Nachdem die alte Schule Norgaardholz nicht mehr dem schulischen Zweck diente, ereilte das Zusammenlegungsschicksal auch die früher dort etablierte Evangelische Kindertagesstätte Norgaardholz, womit es in Steinberg keinen Kindergarten mehr gibt. Dafür existiert ein evangelischer Kindergarten in der drei Kilometer entfernten Ortschaft Steinbergkirche.
Die heute für Steinberg zuständige Grundschule ist ebenfalls in Steinbergkirche; zusätzliche andere Schulen existieren im Bereich des Amtes Geltinger Bucht wie in Sterup und ergänzt durch weitere auswärtige Schulen in Flensburg und in Kappeln. In Sterup besteht in der Gemeinschaftsschule im Amt Geltinger Bucht, der Heinrich-Andresen-Schule ein Angebot bis zum Erwerb vom Mittleren Schulabschluss (MSA). In Flensburg wird das Schulangebot ergänzt durch private Schulen wie beispielsweise die Ostseeschule oder die Freie Waldorfschule. In Kappeln besteht neben der gymnasialen Klaus-Harms-Schule die Gemeinschaftsschule an der Schlei.
Für Angehörige der dänischen Minderheit in Schleswig-Holstein besteht in Steinbergkirche im Ortsteil Hattlund ein dänischer Kindergarten und eine dänische Grundschule (Hatlund-Langballe Danske Skole).

### Medizinische Versorgung
Im Bereich der Ortschaft Steinberg gibt es für die medizinische Versorgung eine Hausarzt-Praxis. Ebenfalls im Ort ist physiotherapeutische Behandlungsmöglichkeit gegeben. Die nächste Apotheke ist zwei Kilometer entfernt in Steinbergkirche.

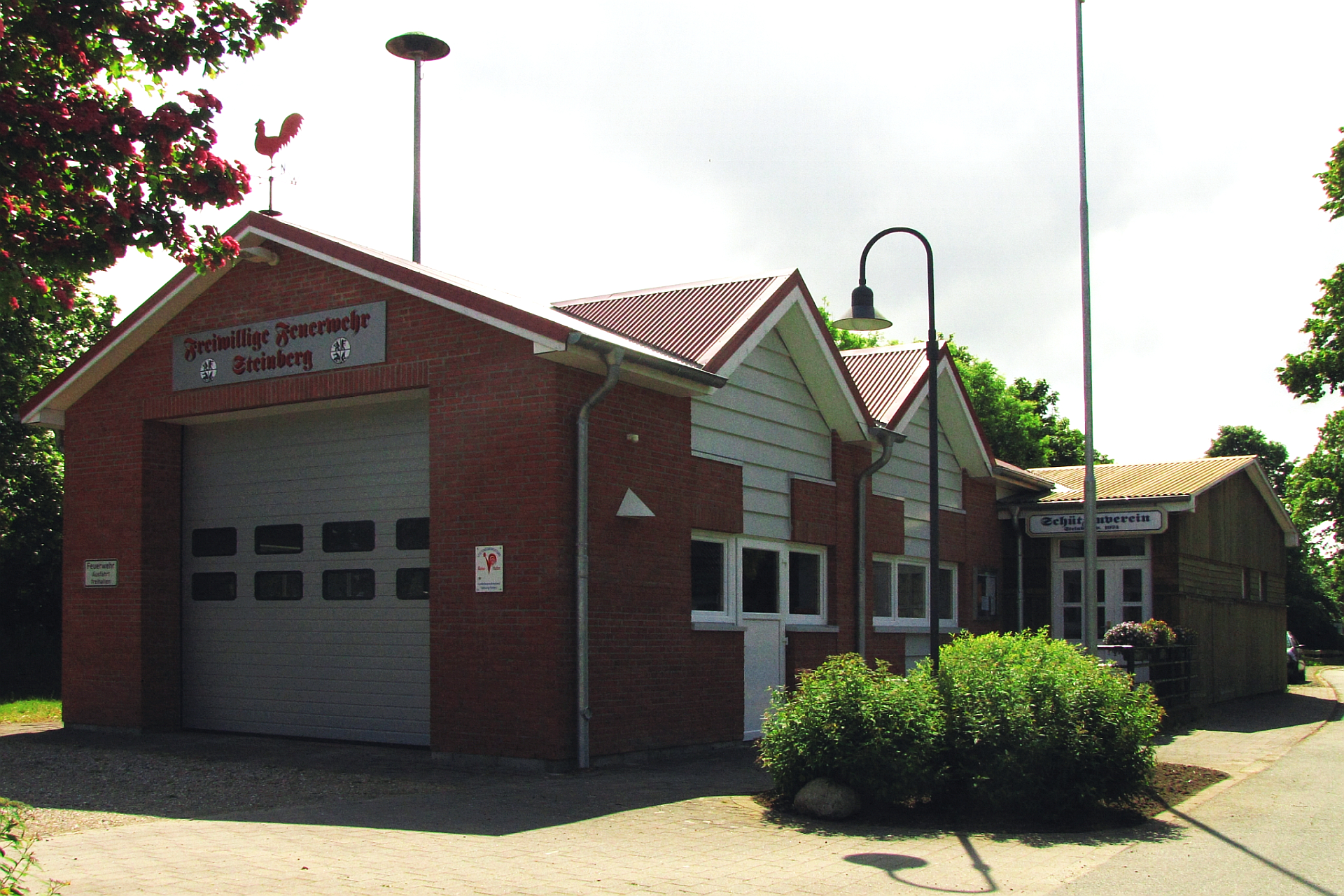
Freiwillige Feuerwehr und Schützenverein Steinberg (2012)

### Freiwillige Feuerwehr
Innerhalb des Amtes Geltinger Bucht gibt es 26 Freiwillige Feuerwehren. Im Ort Steinberg gibt es zwei Standorte mit dem Feuerwehrhaus in der Süderstraße und mit dem modernisierten Feuerwehrhaus in Steinbergholz. Die Feuerwehren sind an die Kooperative Regional-Leitstelle Nord in Harrislee angeschlossen und gehören zum Kreisfeuerwehrverband Schleswig-Flensburg.

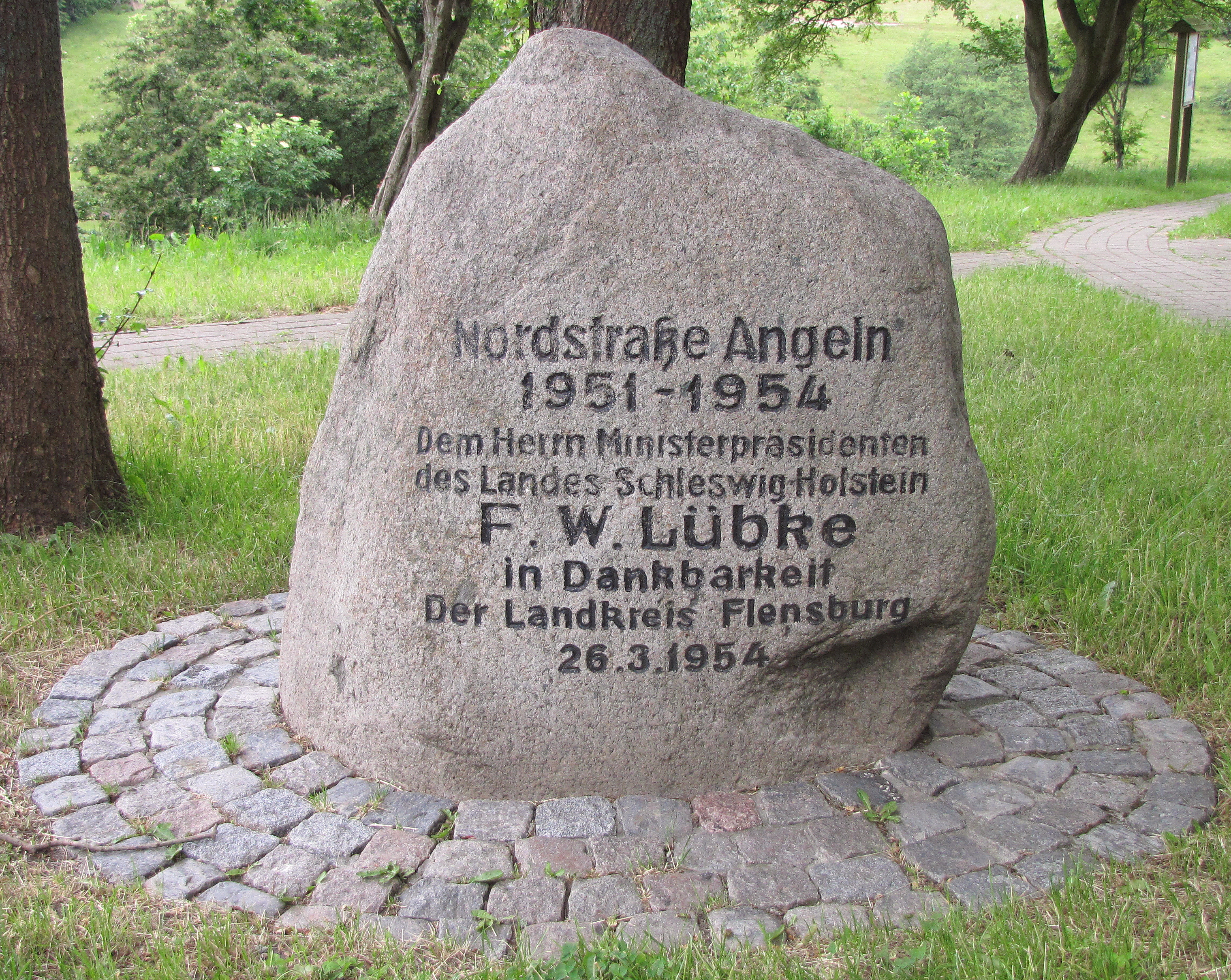
Gedenkstein zur Errichtung der Nordstraße (Bundesstraße 199) nach Stilllegung der Bahnstrecke Kappeln-Flensburg

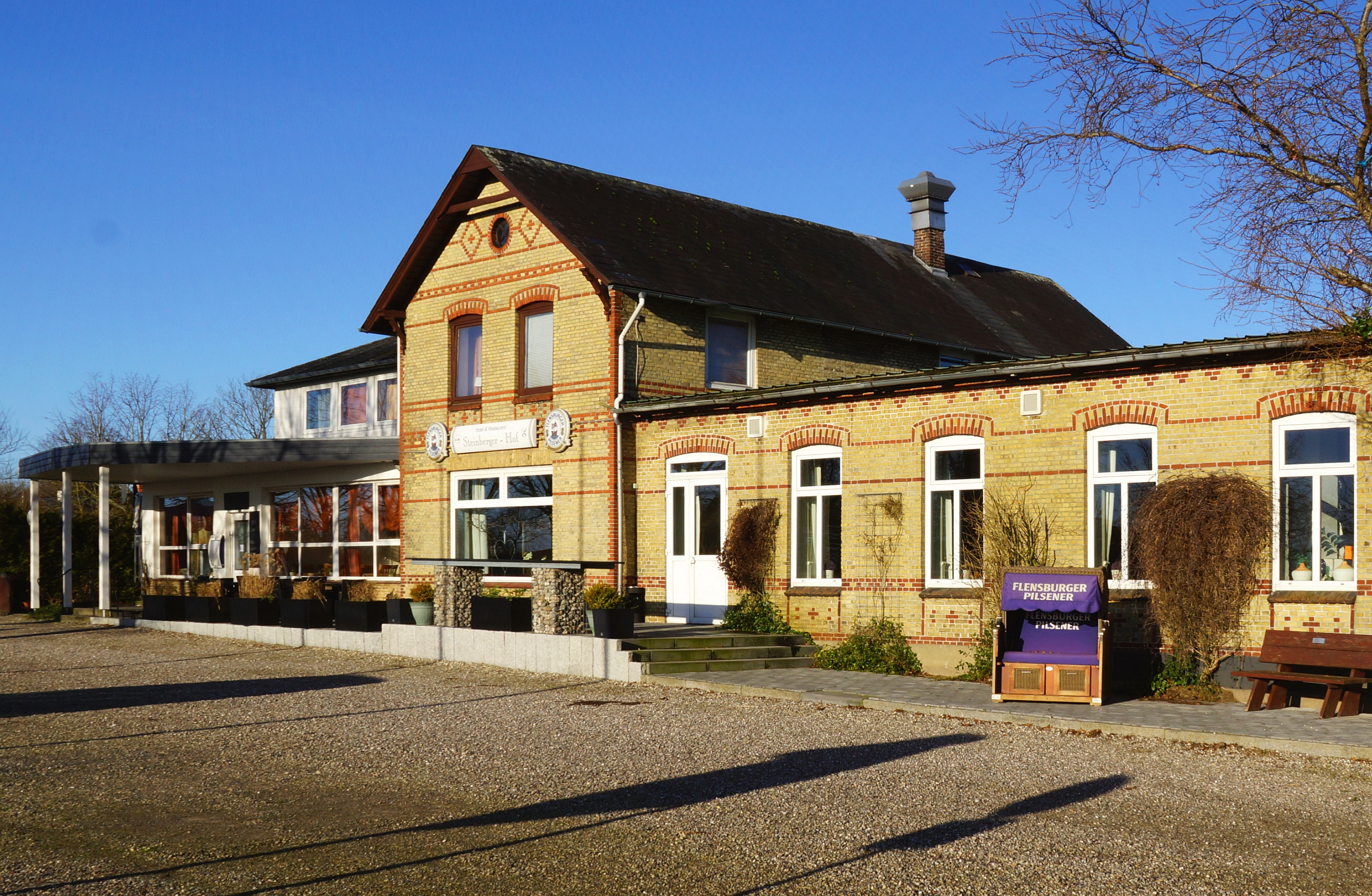
Ehemaliger Bahnhof der Flensburger Kreisbahn, heute Gastgewerbebetrieb (2020)

### Ehemalige Flensburger Kreisbahn
Von 1886 bis zur Stilllegung im Jahr 1952 wurde Steinberg mit einer Eisenbahnstrecke erschlossen. Die Flensburger Kreisbahn führte von Flensburg über Glücksburg südwärts durch Angeln über Steinberg bis nach Kappeln an der Schlei. Das ehemalige Bahnhofsgebäude zwischen Süderstraße und Nordstraße dient heute dem Hotel- und Gaststättengewerbe. Nach der Stilllegung der Bahnverbindung erfolgte der Rückbau des Gleiskörpers.

### Straßenverkehrsanbindung
Unter Einbeziehung von Teilen der Trasse der ehemaligen Flensburger Kreisbahn wurde eine neue Straße von Kappeln über Flensburg nach Niebüll als Bundesstraße 199 geplant (B 199). Der Abschnitt von Kappeln nach Flensburg wurde nach 2½ Jahren Bauzeit 1954 dem Verkehr übergeben und erschließt das Gemeindegebiet von Steinberg. Diese Bundesstraße trägt von Kappeln bis Flensburg auch den Namen Nordstraße.

### Öffentliche Verkehrsmittel
Die Gemeinde Steinberg ist mit einem Omnibusverkehr als öffentlichem Verkehrsmittel gut versorgt. Die Busverkehrsstrecke führt von Kappeln über Steinberg nach Flensburg (und umgekehrt); der Omnibusbetrieb wird mit der Linie 1568 durch die Autokraft GmbH, ein Tochterunternehmen der Deutschen Bahn AG, gesichert (werktäglich 13 Fahrtenpaare und sonntags 2-Stunden-Takt, lt. Autokraft). Über auswärtige Umsteigemöglichkeiten wird durch acht Buslinien die Region um Steinberg erschlossen.

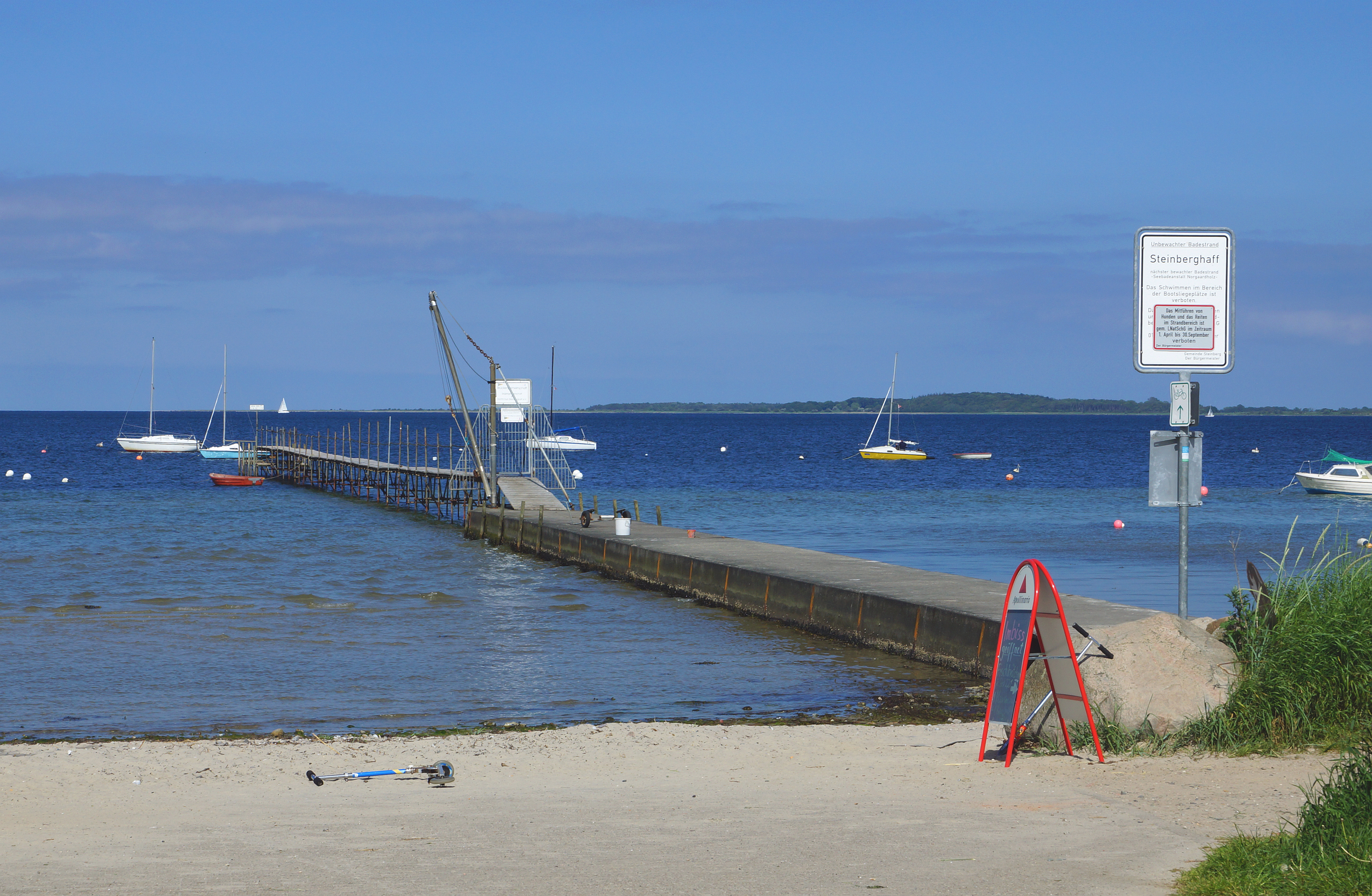
Bootssteg mit Bojenfeld am Strand von Steinberghaff an der Geltinger Bucht (2013)

### Hafenbetrieb
Steinberg ist eine touristisch geprägte Gemeinde, in der auch ein Yachtclub seinen Standort gefunden hat. Allerdings verfügt Steinberg mit einer beachtlichen Angrenzungslänge an die Geltinger Bucht über keinen eigenen Hafen. Einst war in Norgaardholz eine Werft für den Schiffbau ansässig. Die nächstliegenden Häfen befinden sich in Langballigau oder in Gelting-Mole. Der Yachtclub Steinberghaff verfügt über ein Bojenfeld, wo Gäste in begrenzter Anzahl einen wasserseitigen Bootsliegeplatz finden können.

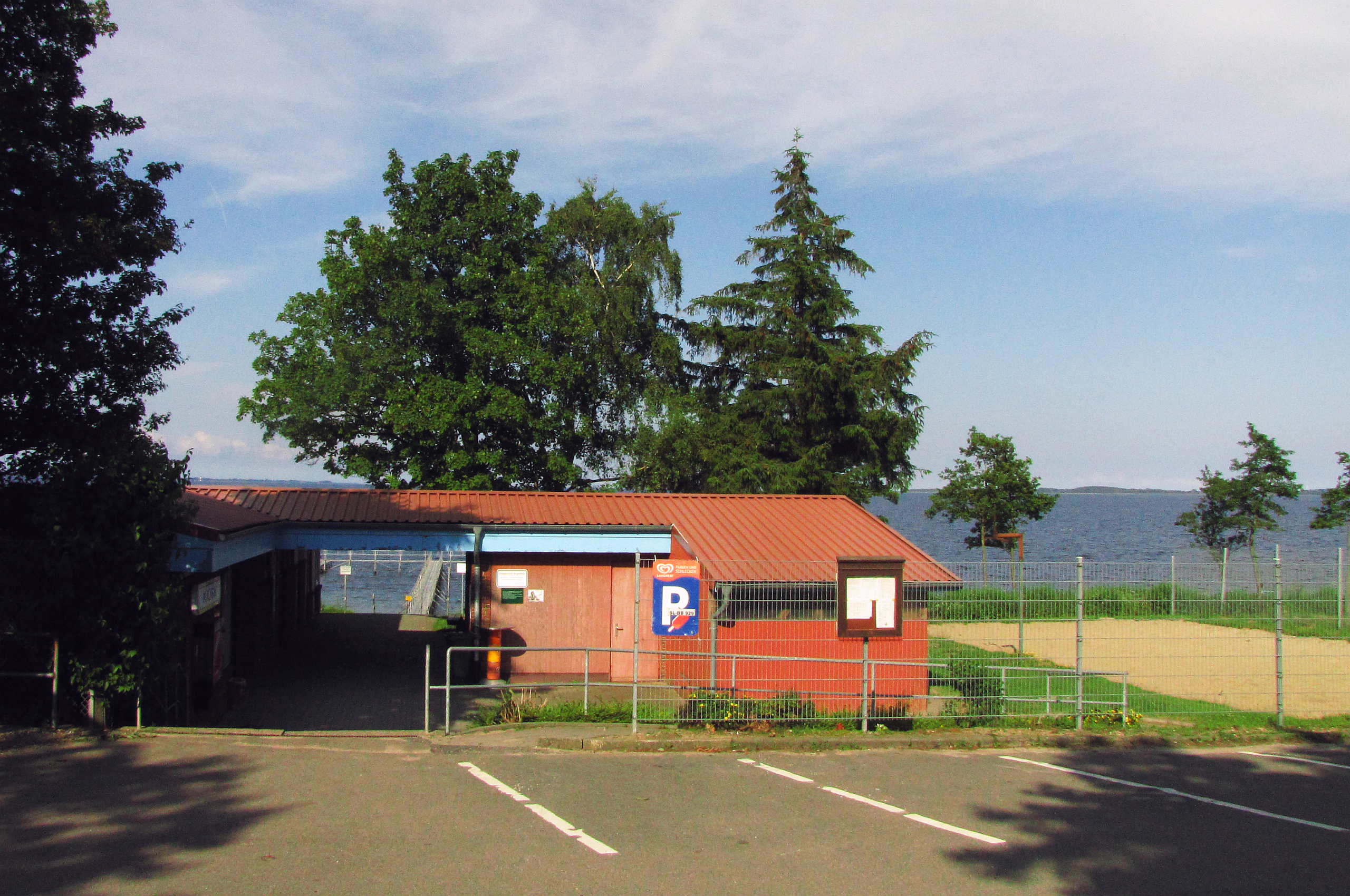
Seebadeanstalt mit Gebäuden, Außenanlagen, Strand und Badebrücke an der Geltinger Bucht (2012)

### Badeanstalt
Innerhalb der Gemeinde Steinberg gibt es eine Seebadeanstalt, sie liegt im Ortsteil Norgaardholz. Zur Badeanstalt gehört ein ca. 250 Meter langer Badestrand mit zusätzlicher strandnaher Liegewiese sowie Bolzplatz und Volleyballfeld. Die Seebadeanstalt verfügt über Umkleidekabinen, Dusche und öffentlichen Toiletten. Die Benutzung der Seebadeanstalt ist kostenlos, es werden keine Strandgebühr und Kurtaxe erhoben. An der Seebadeanstalt befindet sich eine Wachstation des örtlichen DLRG-Vereins. Die Vereinsmitglieder bauen zur Badesaison eine Badebrücke vom Strand bis ins Wasser der Geltinger Bucht. Die DLRG Norgaardholz führt in den Sommerferien einen Schwimmkurs durch.

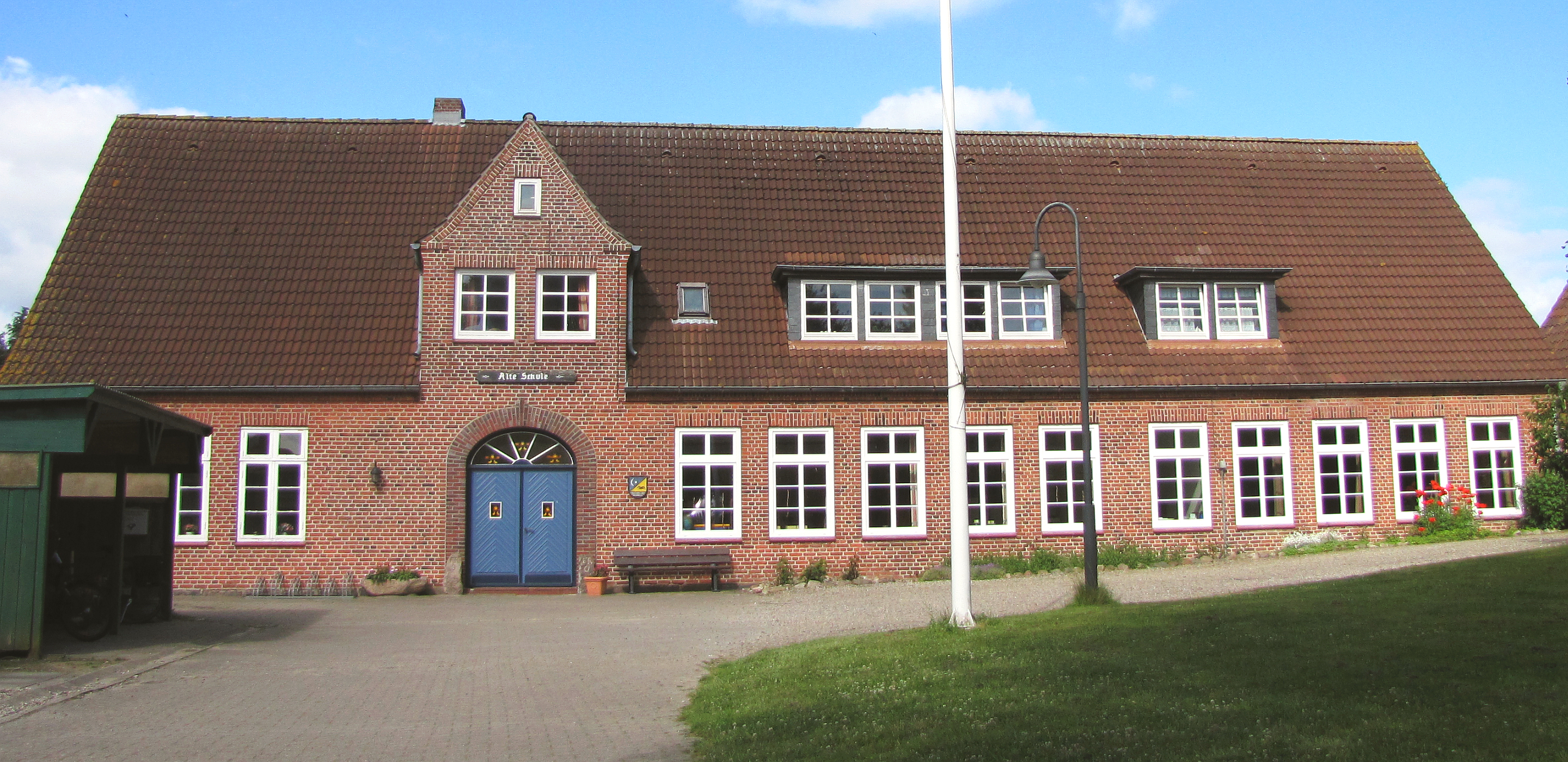
Das „Bürgerhaus Alte Schule Norgaardholz“ der Gemeinde Steinberg (2012)

### Bürgerhaus
Im Jahr 1987 erlangte die Gemeinde wieder das Eigentum an der alten Schule in Norgaardholz, die von 1973 bis 1987 in Privatbesitz gewesen war. Mit Satzung vom 17. März 1988 wurde bestimmt, dass das Gebäude dem Zweck des Bürgerhauses der Gemeinde Steinberg gewidmet wurde und fortan den Namen „Bürgerhaus Alte Schule Norgaardholz“ führt. Im Bürgerhaus finden auch die Wahlen in der Gemeinde zu den politischen Institutionen statt. Ansässig ist dort ebenfalls das Kirchspielarchiv. Weiter kann das Bürgerhaus bei Übereinkunft mit dem gemeindlichen Belegungsausschuss privatrechtlich gegen Entgelt genutzt werden, soweit keine vorrangige Belegung gegeben ist.

## Sehenswürdigkeiten

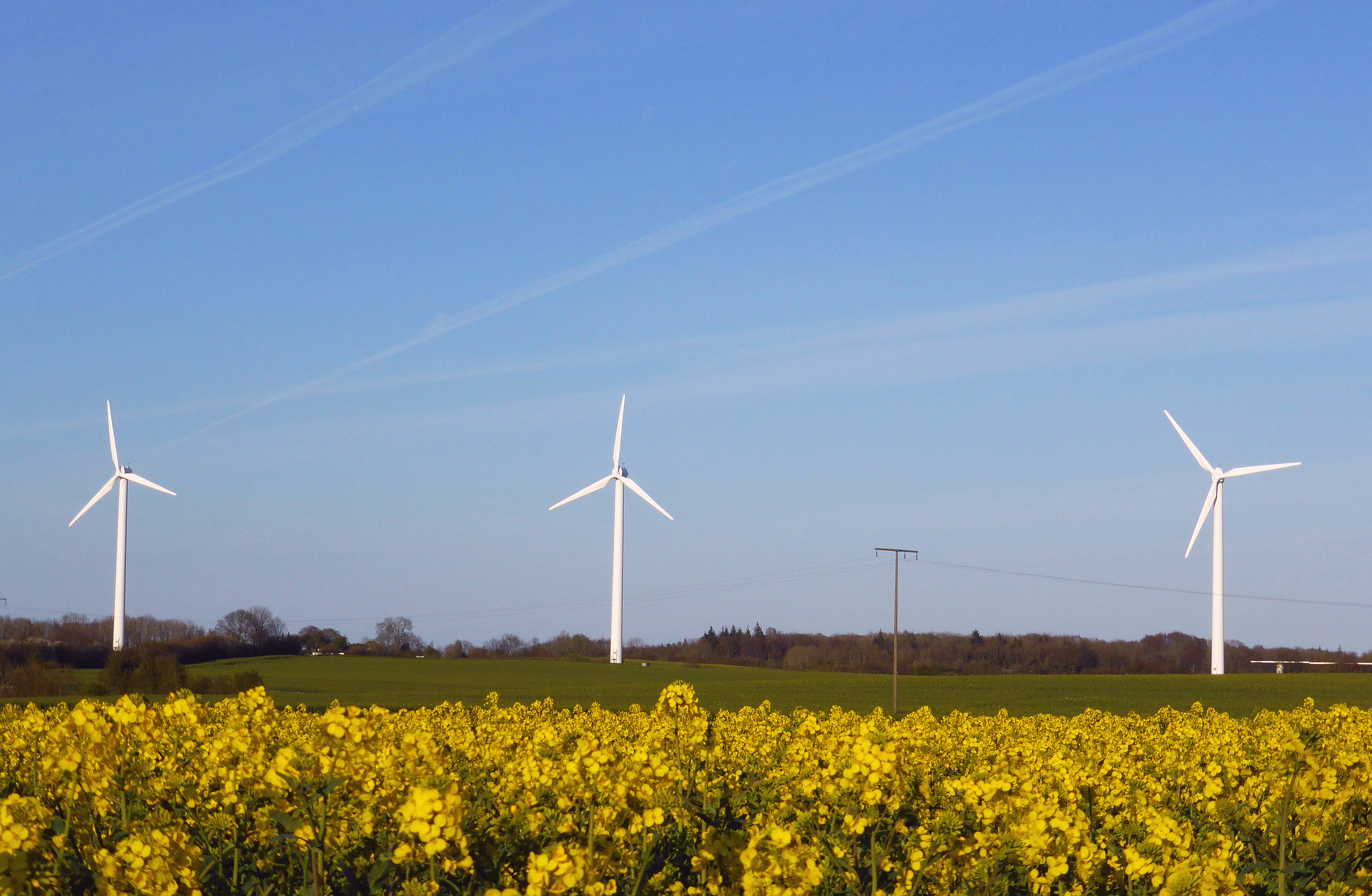
Energiegewinnung im Südosten des Ortes (2014)

In der Liste der Kulturdenkmale in Steinberg (Schleswig) stehen die in der Denkmalliste des Landes Schleswig-Holstein eingetragenen Kulturdenkmale.
Das Gut Oestergaard liegt im südöstlichen Gemeindegebiet und erhielt seinen Namen im 16. Jahrhundert, das heutige Herrenhaus wurde erst 1856 errichtet. Anfang des 20. Jahrhunderts wurde das Gut an die preußische Domänenverwaltung verkauft; der Pächter Christian Lempelius erwarb es nach dem Zweiten Weltkrieg. Oestergaard kommt aus dem Dänischen und bedeutet östlicher Hof. Teil des Gutes ist auch der Fischerholz.
Die Ortschaft Steinberg liegt mit den Ortsteilen Habernis, Norgaardholz, Steinbergholz, Steinberghaff, Östergaard und Steinberggaard im 7350 Hektar großen Landschaftsschutzgebiet „Flensburger Förde“, das von Glücksburg südwärts bis an die Schlei bei Maasholm gereicht. Als Sehenswürdigkeit im Gemeindegebiet ist das „Habernisser Moor“ zu nennen. Weiter befinden sich innerhalb des Landschaftsschutzgebietes „Flensburger Förde“ u. a. die sehenswerten Naturschutzgebiete „Geltinger Birk“ (773 Hektar groß) und „Vogelfreistätte Oehe-Schleimündung“ (374 Hektar groß, davon 122 ha Landfläche und 252 ha Wasserfläche) mit ausgeprägter Strandwalllandschaft, Seevogelschutzstation und Naturerlebniszentrum Maasholm.

## Wirtschaft
Die Gemeinde besitzt neben der über die Jahre gewachsenen Wohnstruktur auch eine wirtschaftlich ausgeprägte Mischstruktur aus Betrieben des Handwerks, des Handels, des Dienstleistungsgewerbes und der Landwirtschaft. Für die berufliche Ostseefischerei wurde amtlich die Schiffskennzeichnung STEI für Steinberghaff erteilt; die berufsmäßige Ostseefischerei in der Geltinger Bucht vor Steinberg ist jedoch wegen drastischen Rückgangs der Fischbestände nicht mehr rentabel. Die Gemeinde partizipiert durch die Strandlage an der Geltinger Bucht zudem vom Tourismus, auf den sich das ortsansässige und breit aufgestellte Hotel- und Gastronomiegewerbe ebenso gut eingestellt hat, wie es aus gleichem Grund ein reiches Angebot von gepflegten Ferienunterkünften und guten Campingplätzen gibt. Diese Angebote werden nicht nur von automobilistisch Reisenden genutzt, sondern auch von Fahrradwanderern, die Steinberg meeresnah über den 430 Kilometer langen Ostseeradweg von Lübeck bis Flensburg erreichen.

## Religion
Die Bevölkerung von Steinberg gehört – sofern überhaupt einer Religionsgemeinschaft angehörig – mehrheitlich der evangelischen Konfession an.

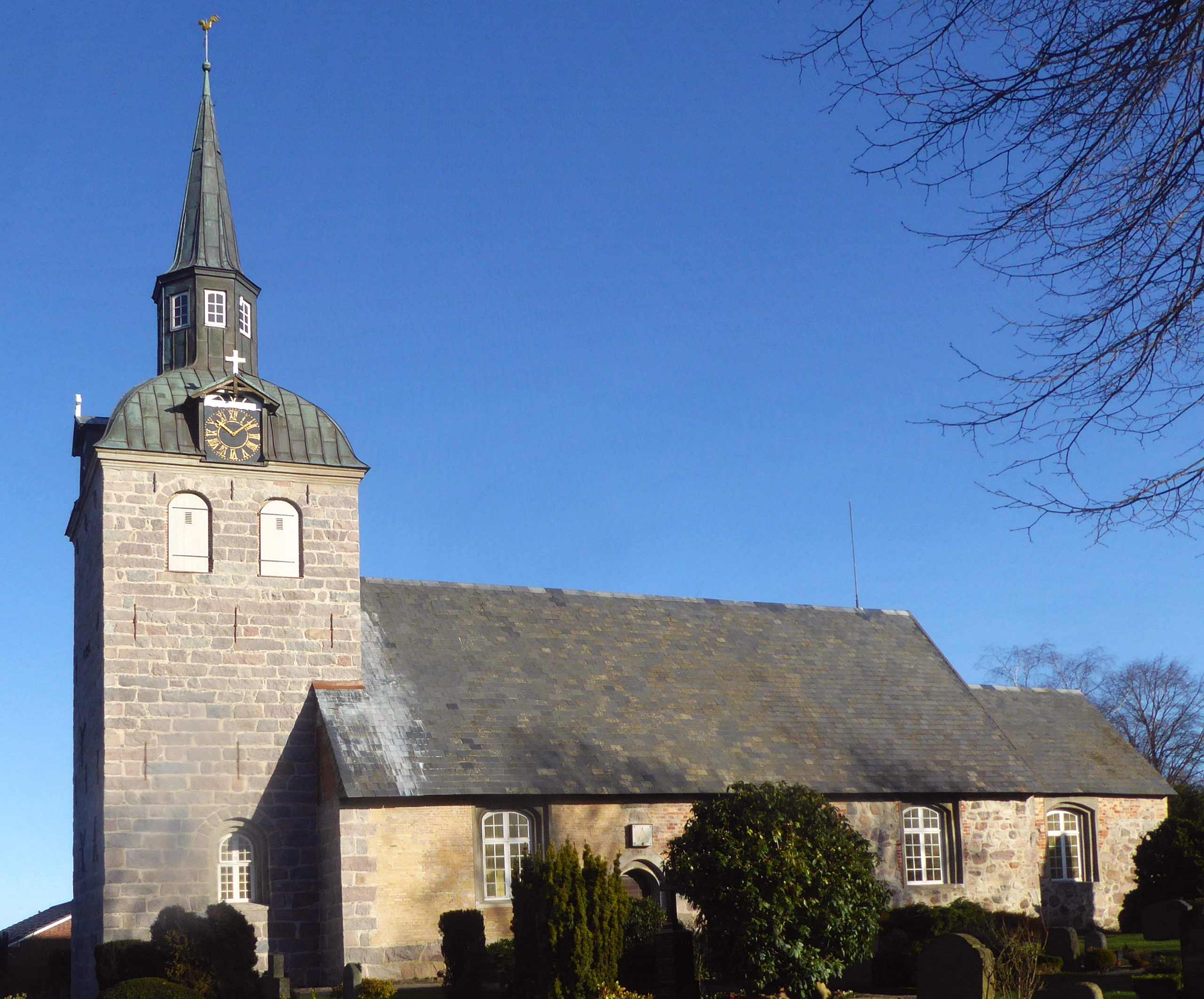
Ev.-luth. St. Martin-Kirche, Steinbergkirche

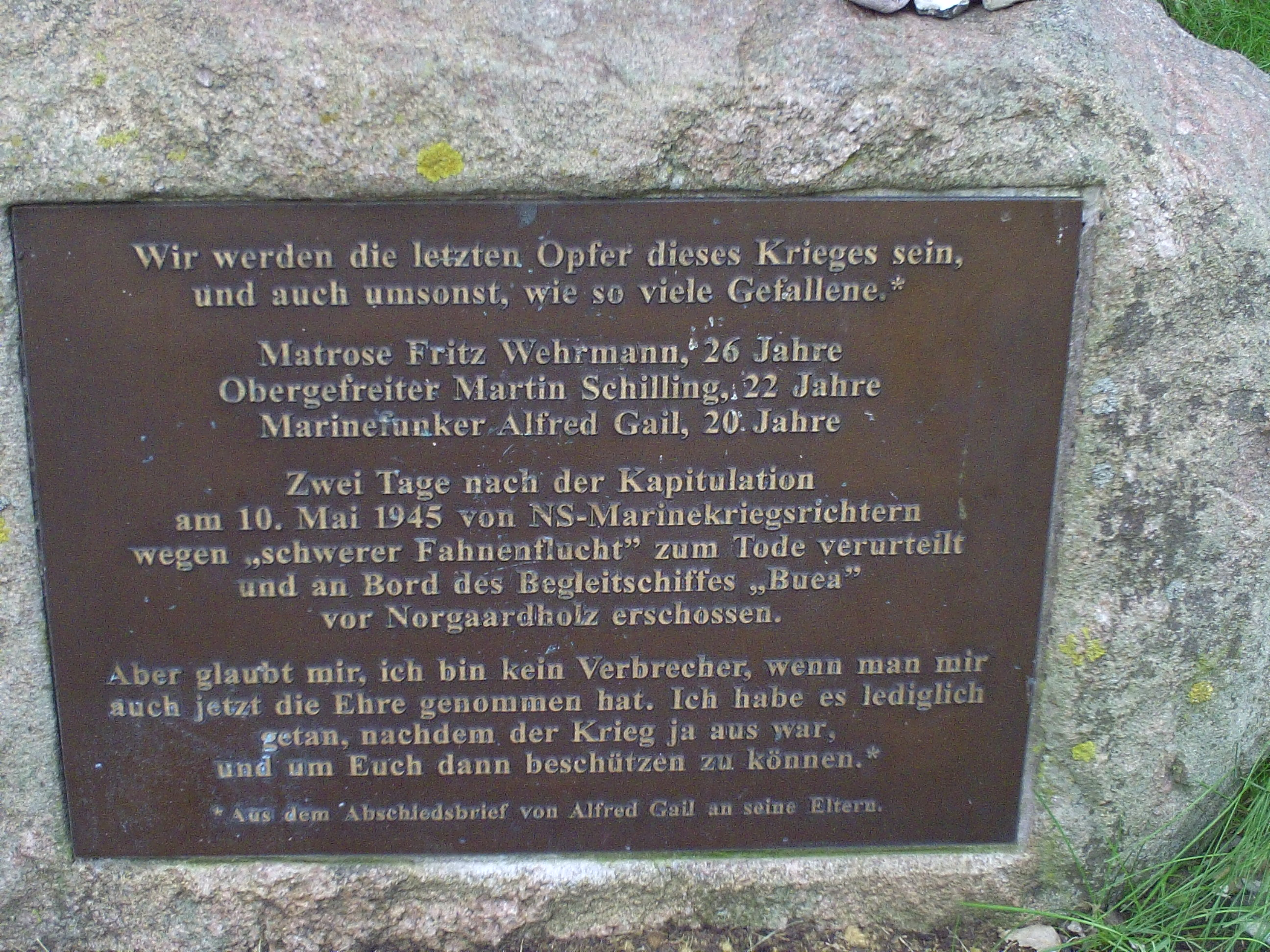
Gedenkstein in Norgaardholz ob der Hinrichtung von drei deutschen Marinesoldaten am 10. Mai 1945

Die evangelisch-lutherische Kirche St. Martin, die geschichtlich zur Gemeinde Steinberg gehört und dies in dem Zusammenhang an dieser Stelle von erwähnenswertem Interesse ist, liegt heute im Gemeindegebiet von Steinbergkirche, das durch Umstrukturierung in der Region (Anm.: Quern, historisch gesehen) und Eingliederung der Ansiedlung Bredegatt im Jahr 1963 entstanden ist. Zur regionalen Lage der Kirche schreibt der Chronist Hans Nicolai Andreas Jensen  in seinem Buch über die Region Angeln aus dem Jahr 1844, Zitat: „Steinberg ist freilich kein Kirchspiel von sehr großem Umfange, aber die Kirche liegt unbequem, ganz dicht an der nur einige 100 Schritt entfernten Querner Gränze, daher die Einwohner in Steinbergholz doch einen ziemlich weiten Kirchweg haben“.
Katholische Kirchen befinden sich außerhalb des Gemeindeterritoriums wie die St. Marien-Kirchen in Flensburg oder in Kappeln.

## Vereine

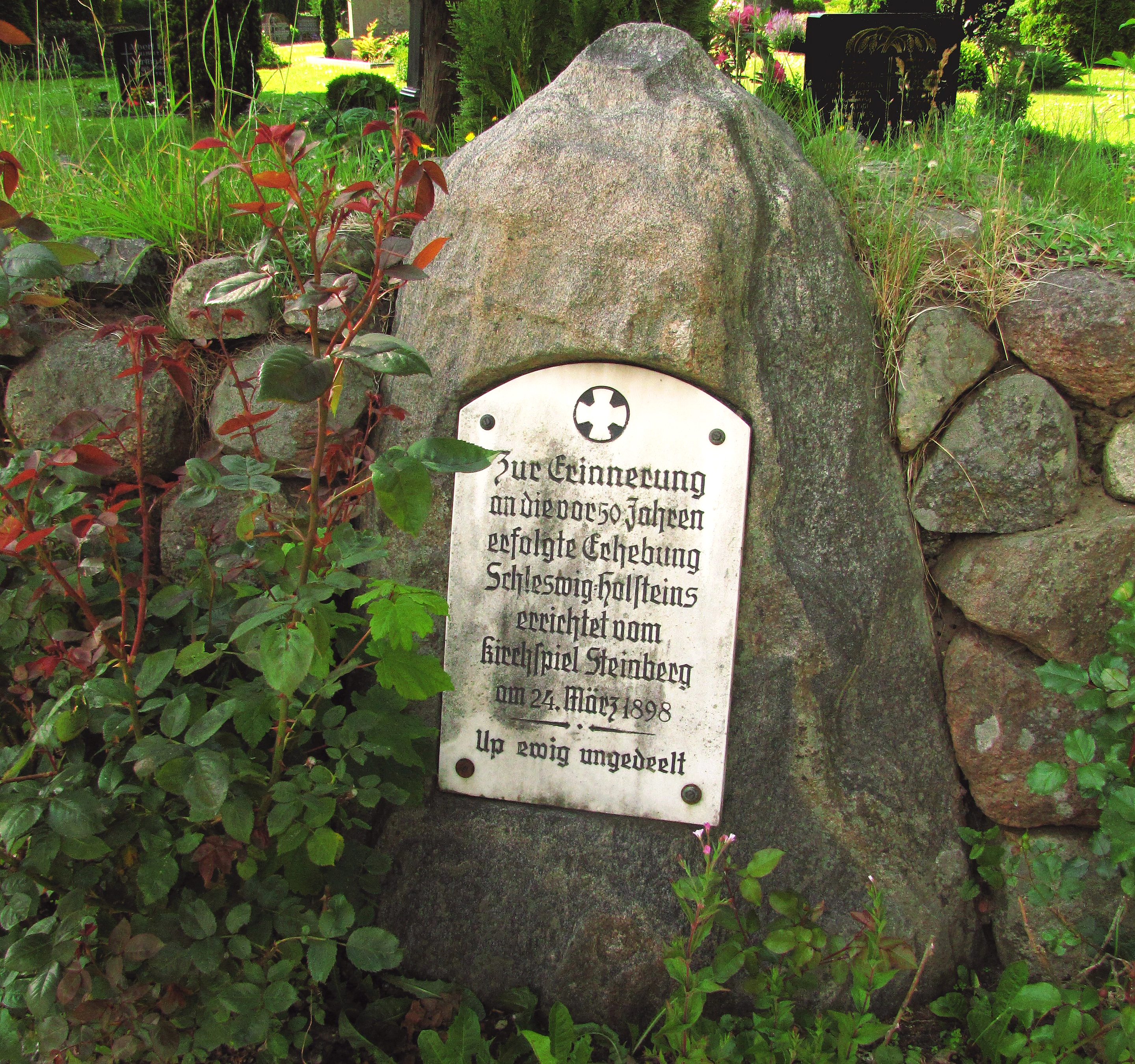
Historischer Gedenkstein des Kirchspiels Steinberg (Foto 2012)

Im Ort besteht seit vielen Jahren das Kirchspielarchiv Steinberg e. V., dessen Ziel die Arbeit des Forschens und des Bewahrens um das Historische sowie des Sichtbarmachens für die Nachwelt ist. Der Verein, der 1987 gegründet wurde und inzwischen aus 50 Mitgliedern besteht, kann auch auf archivarische Arbeiten seit 1930 durch den Landwirtschaftlichen Verein Steinberg und den Gesprächskreis Kirchspielchronik Steinberg zurückgreifen. Der Verein pflegt ein ausgesprochen umfangreiches Archiv und kann auf Herausgabe von zahlreichen Schriften und Büchern mit historischem Gehalt verweisen, womit dem gegenwärtigen raschen Vergessen begegnet und eine allgemeine Zugänglichkeit zum Wissen um örtliche bzw. regionale Geschichte ermöglicht wird. Die Vereinsarbeit wird mittwochs bei regelmäßigen Treffen der Aktiven in der alten Schule von Norgaardholz gepflegt, dabei ist das Archiv auch für Interessierte geöffnet.
Die DLRG Norgaardholz e. V. besteht seit 1952. Der Verein bietet Anfängerschwimm-Ausbildung für Kinder in der Heinrich-Andresen Schule in Sterup und Rettungsschwimmerausbildung in Flensburg an. Weiter wird zu festgelegten Sommerperioden auf freiwilliger Basis die Wachstation Steinberg im Ortsteil Norgaardholz an der Geltinger Bucht betreut. Nach der Gliederung der DLRG gehört die Norgaardholz e. V. zum Landesverband Schleswig-Holstein und darin zum Kreisverband Schleswig-Flensburg e. V.
Der Yachtclub Steinberghaff e. V. wurde am 1. Juli 1966 gegründet.
Dem Schießsport widmet sich der Schützenverein Steinberg von 1974 e. V.

## Kleiner Mittelaltermarkt in Norgaardholz
Seit 2011 findet jährlich der „Kleine Mittelaltermarkt in Norgaardholz“ statt.

## Bilder aus Steinberg/Ostsee

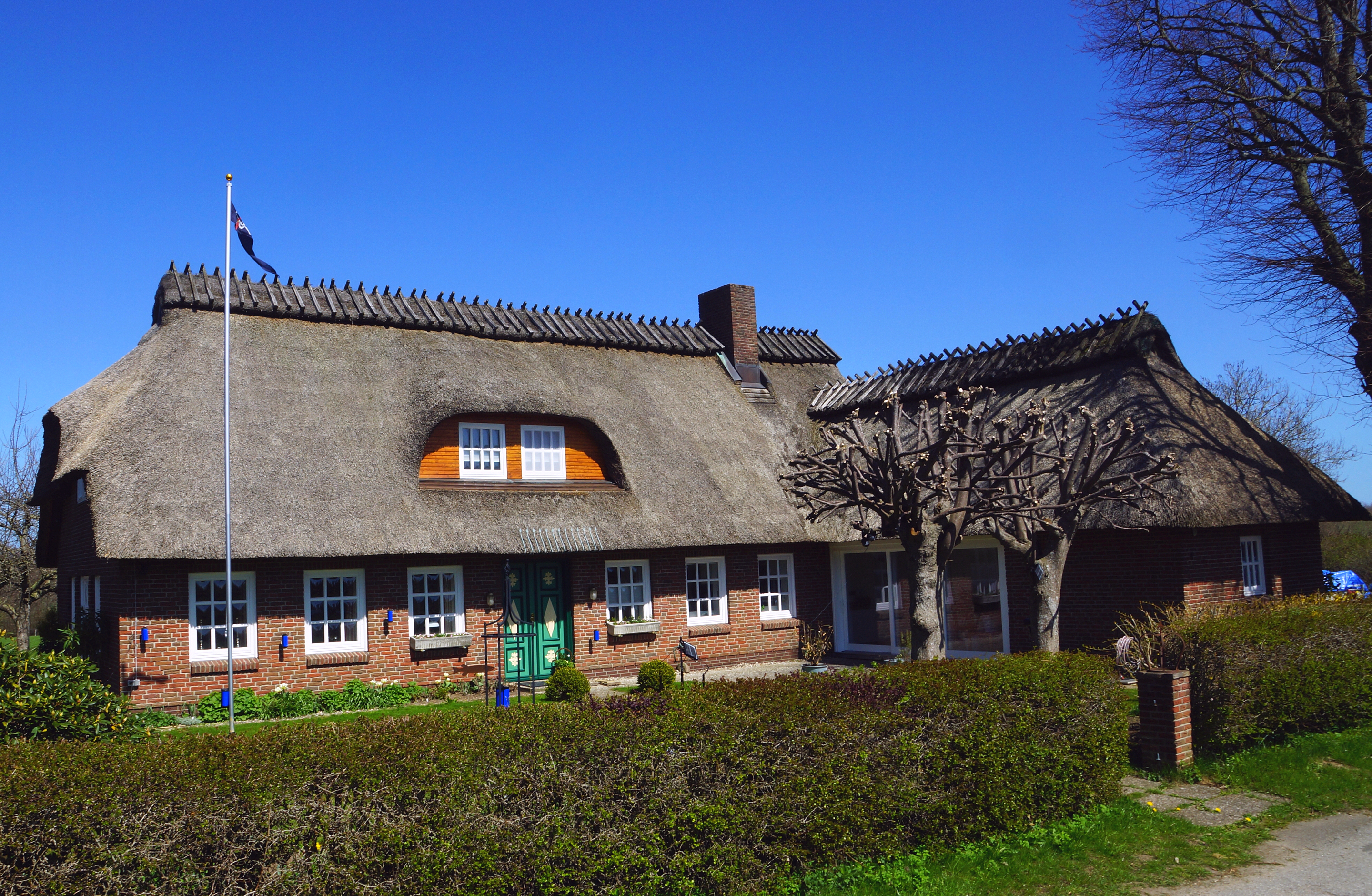
Flintholm: ein Reetdachhaus (2013)
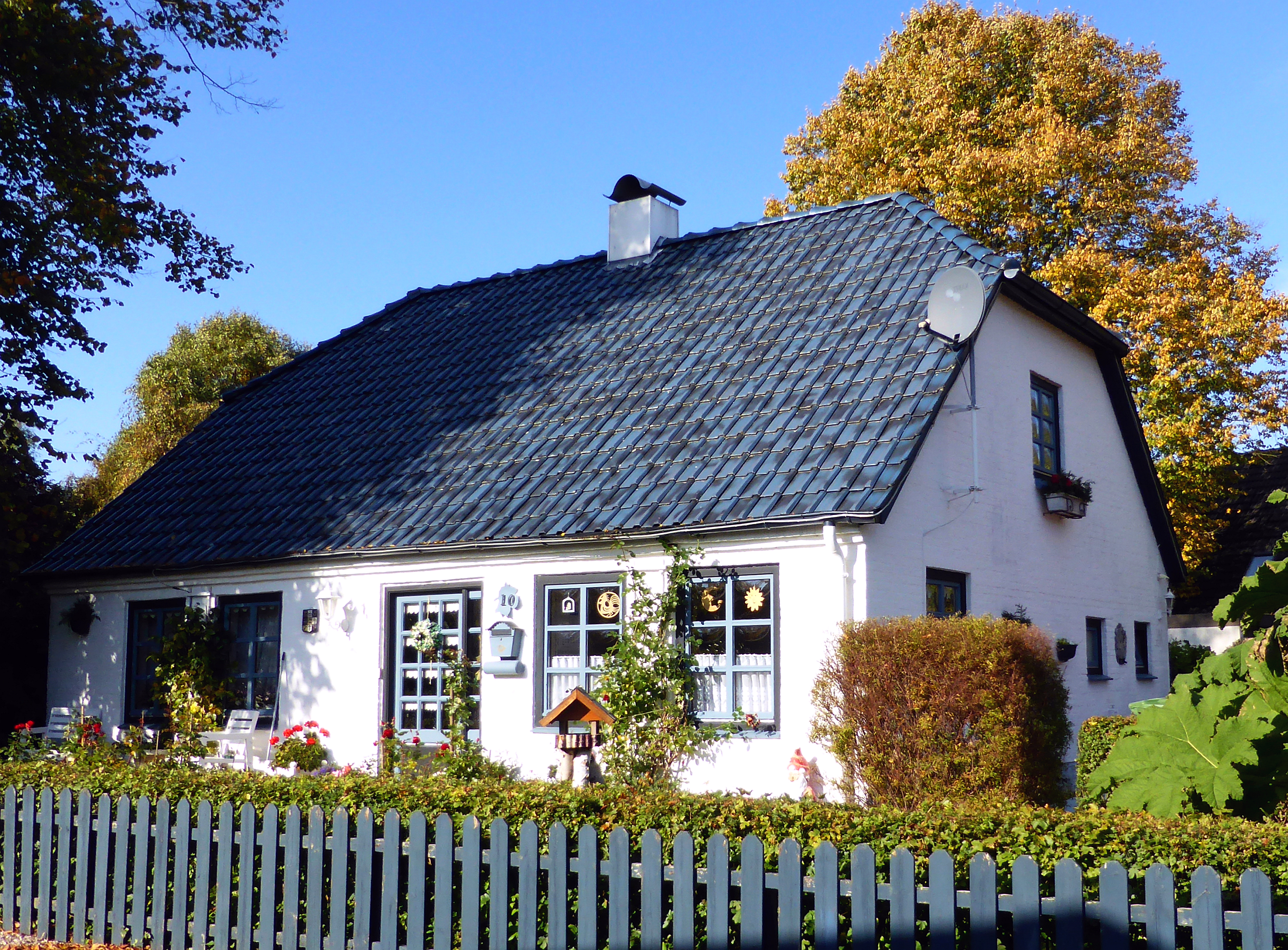
Haus im Steinberger Ortskern (2013)
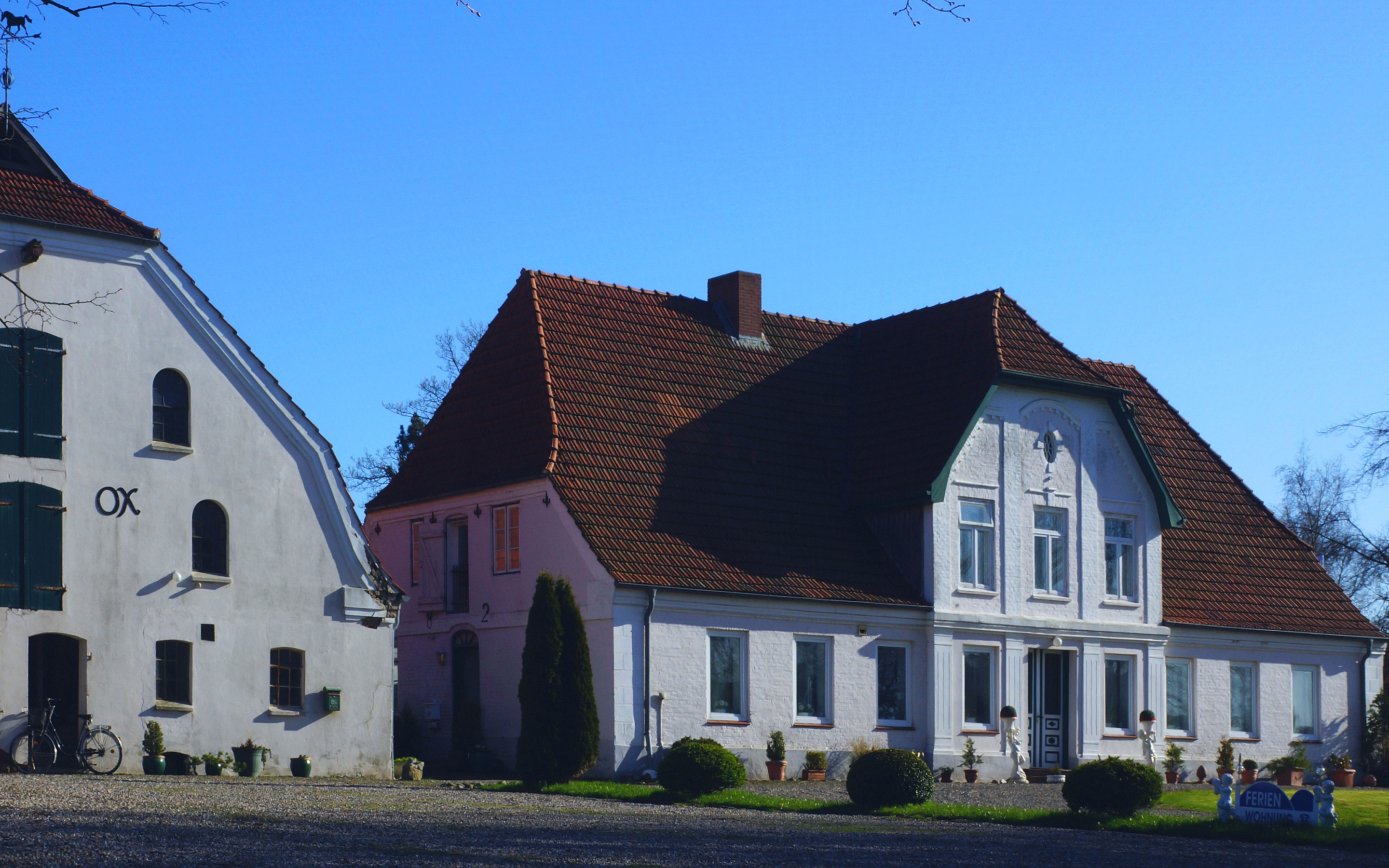
Hofgut von 1824 Gestüt Chapulin (2013)
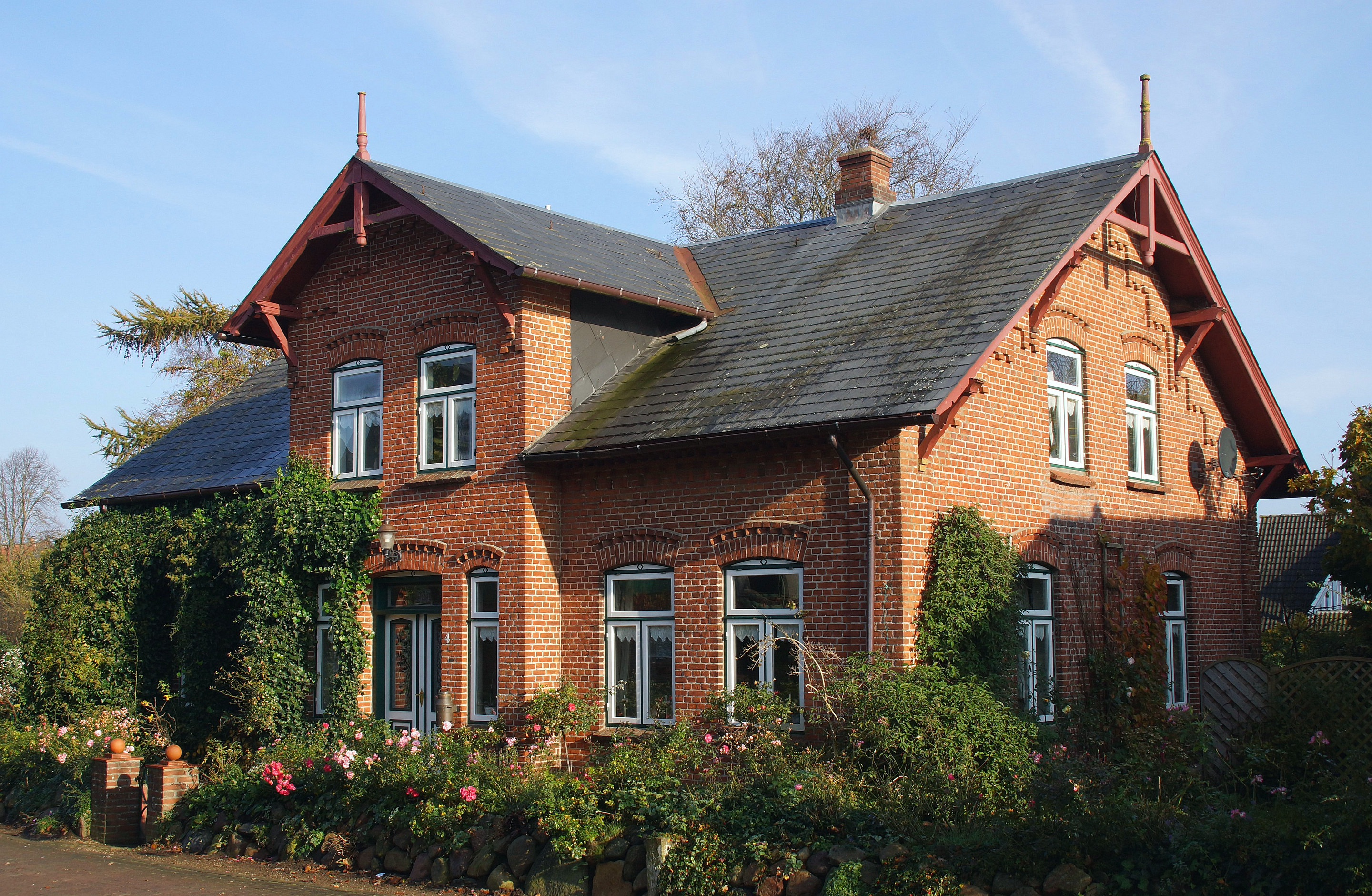
Norgaardholz (2014)
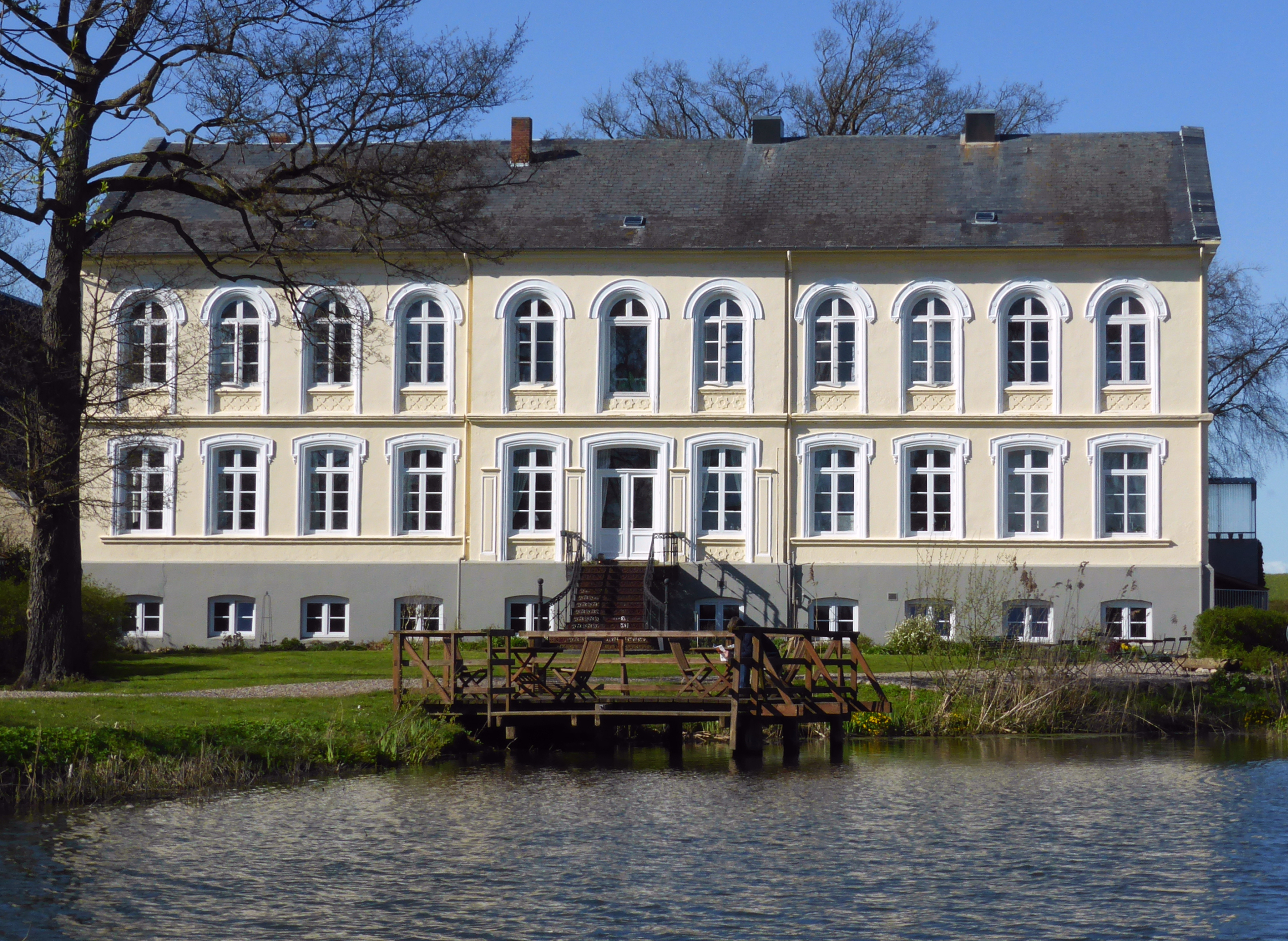
Oestergaard: Gut mit Herrenhaus (2014)
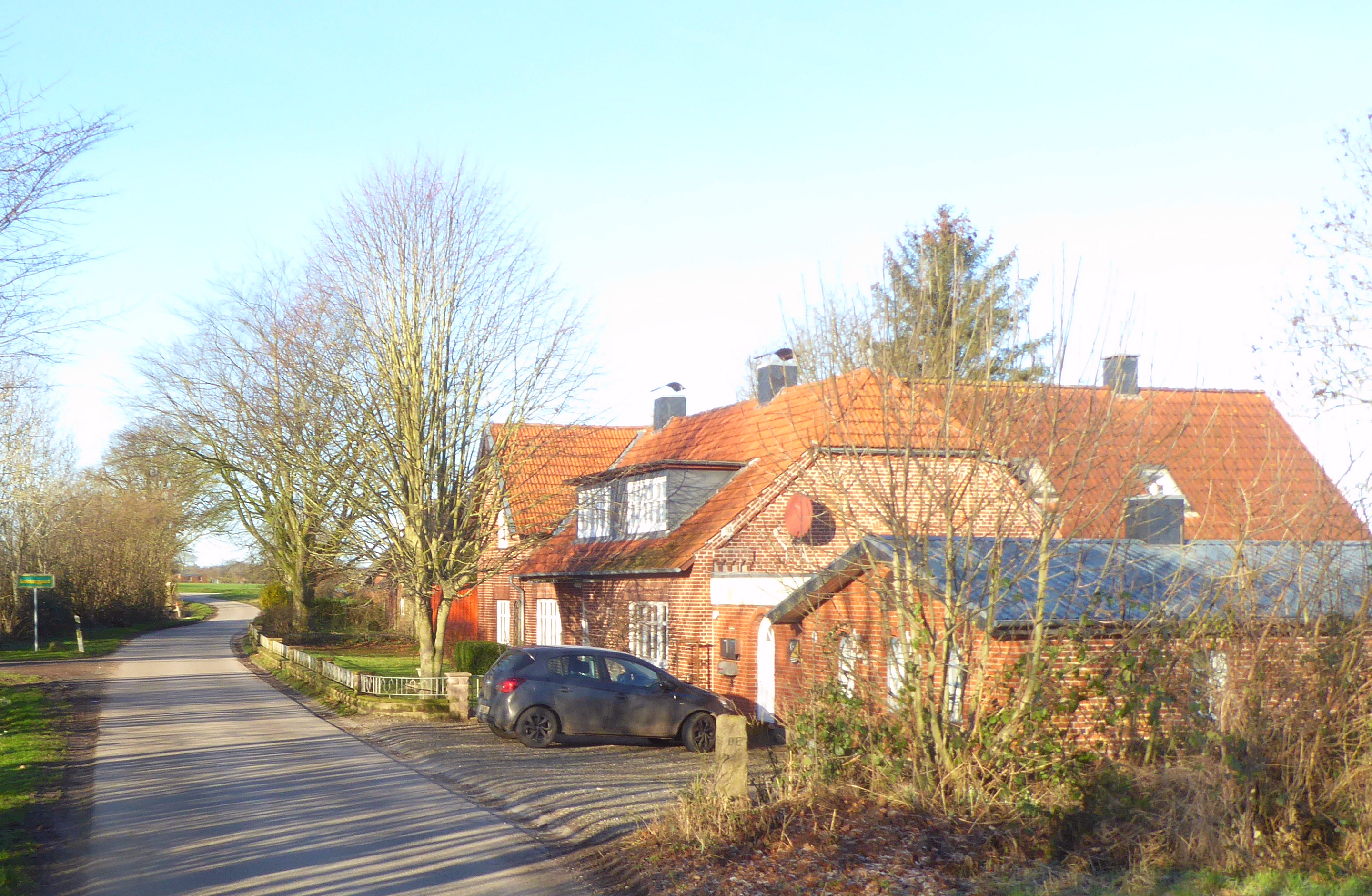
Ortsteil Steinberggaard (2020)
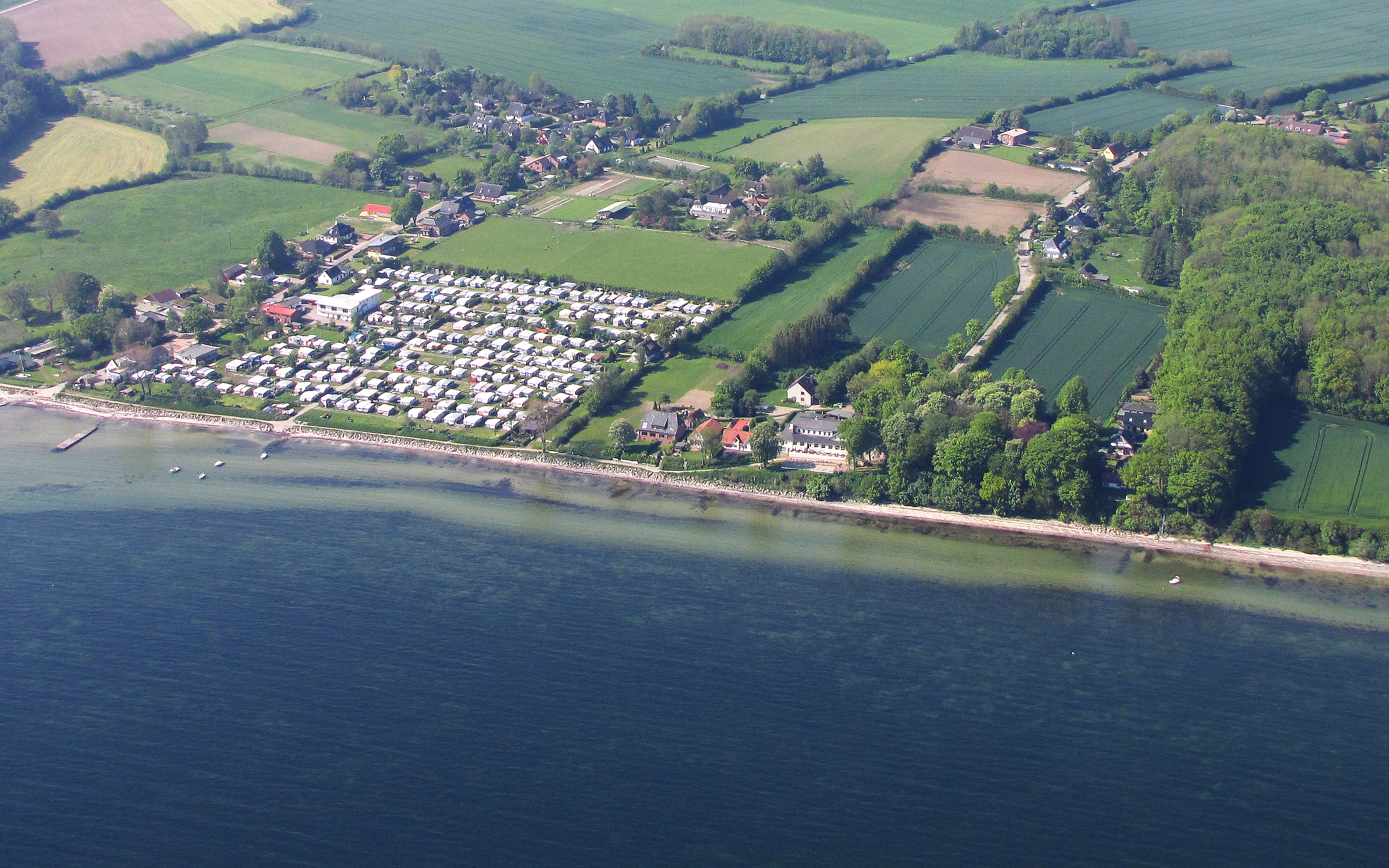
Luftbild Steinberghaff an Geltinger Bucht (2012)
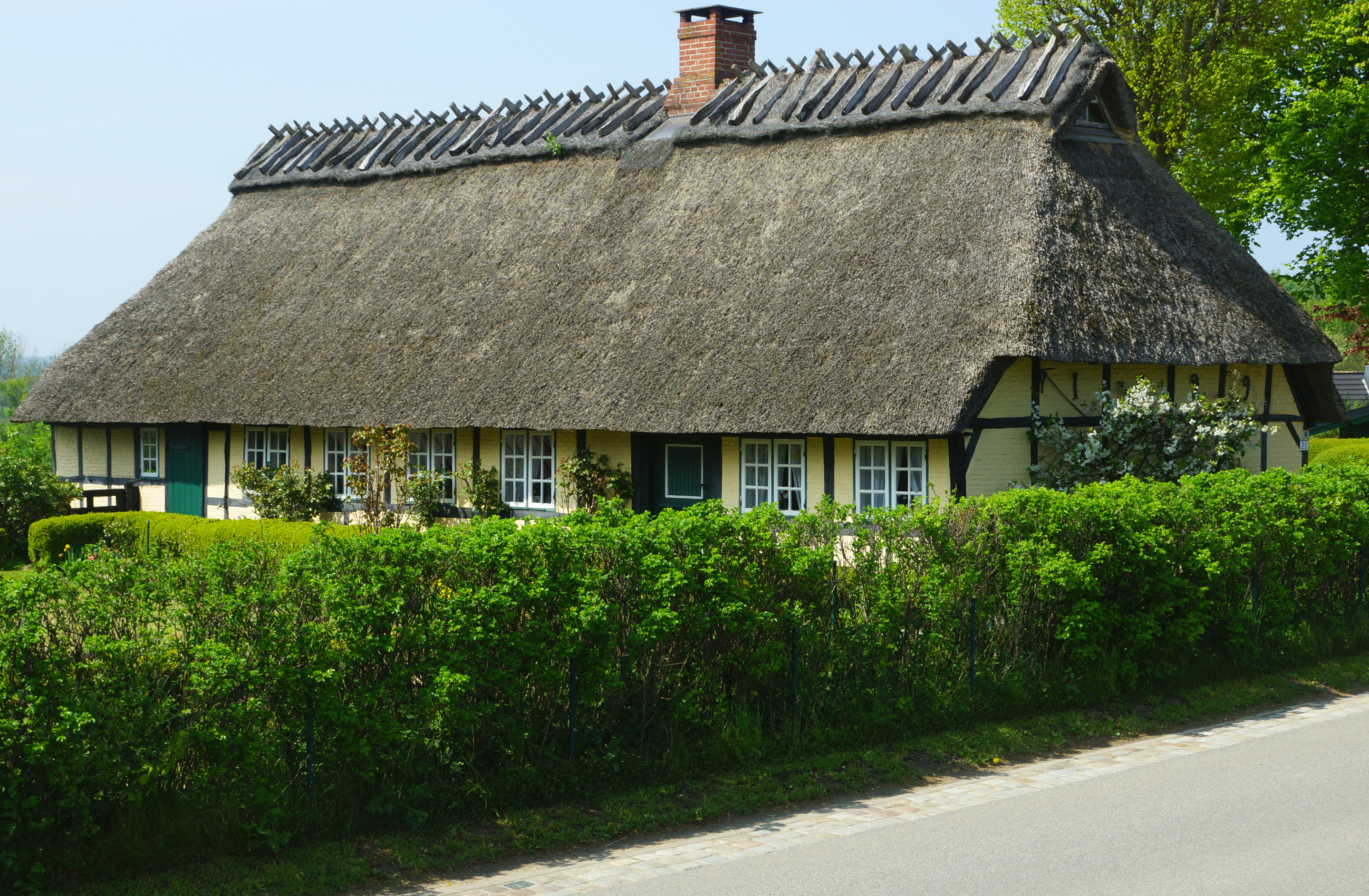
Steinbergholz (2013)
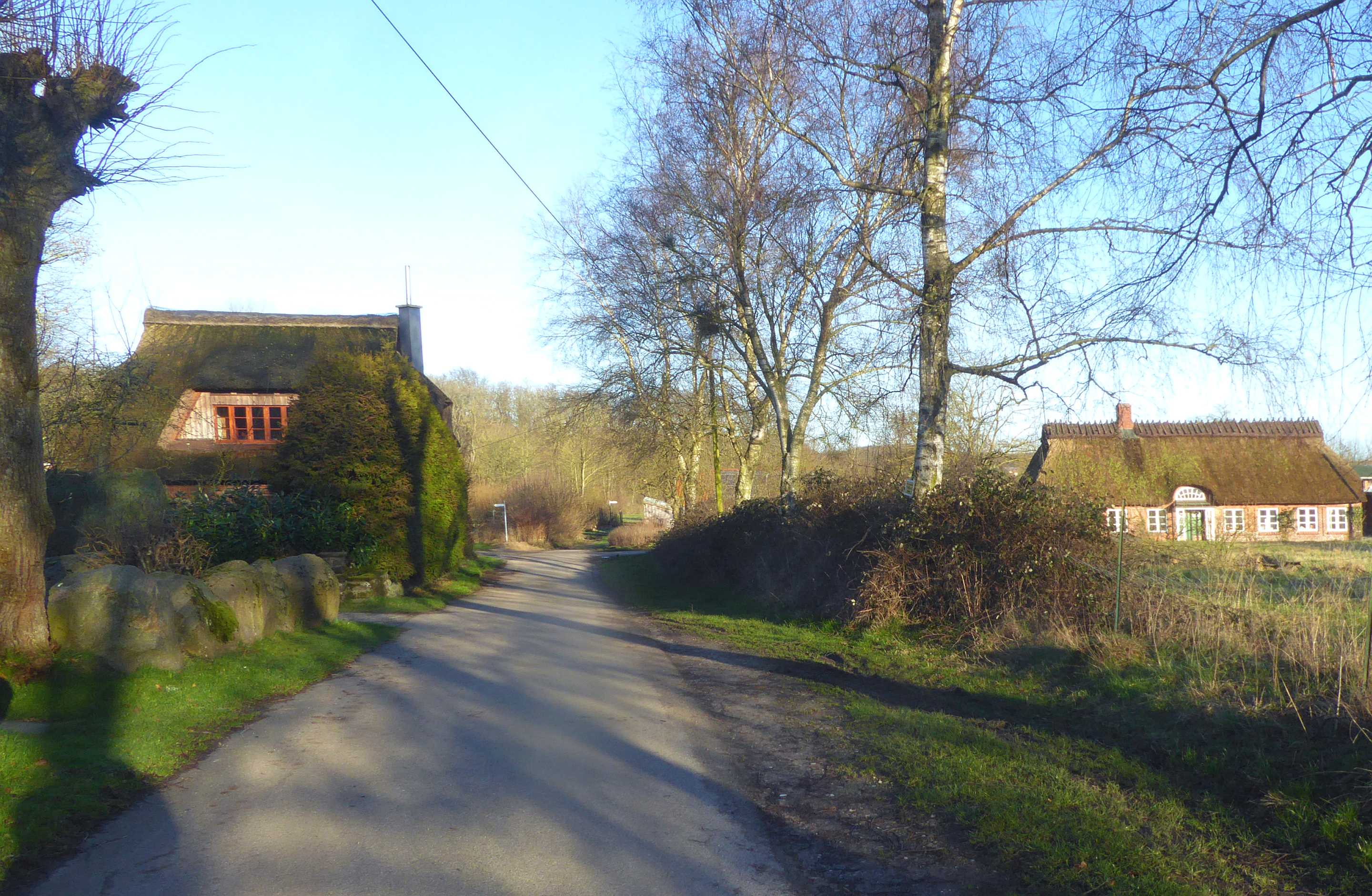
Stürholz in Steinberg (2020)
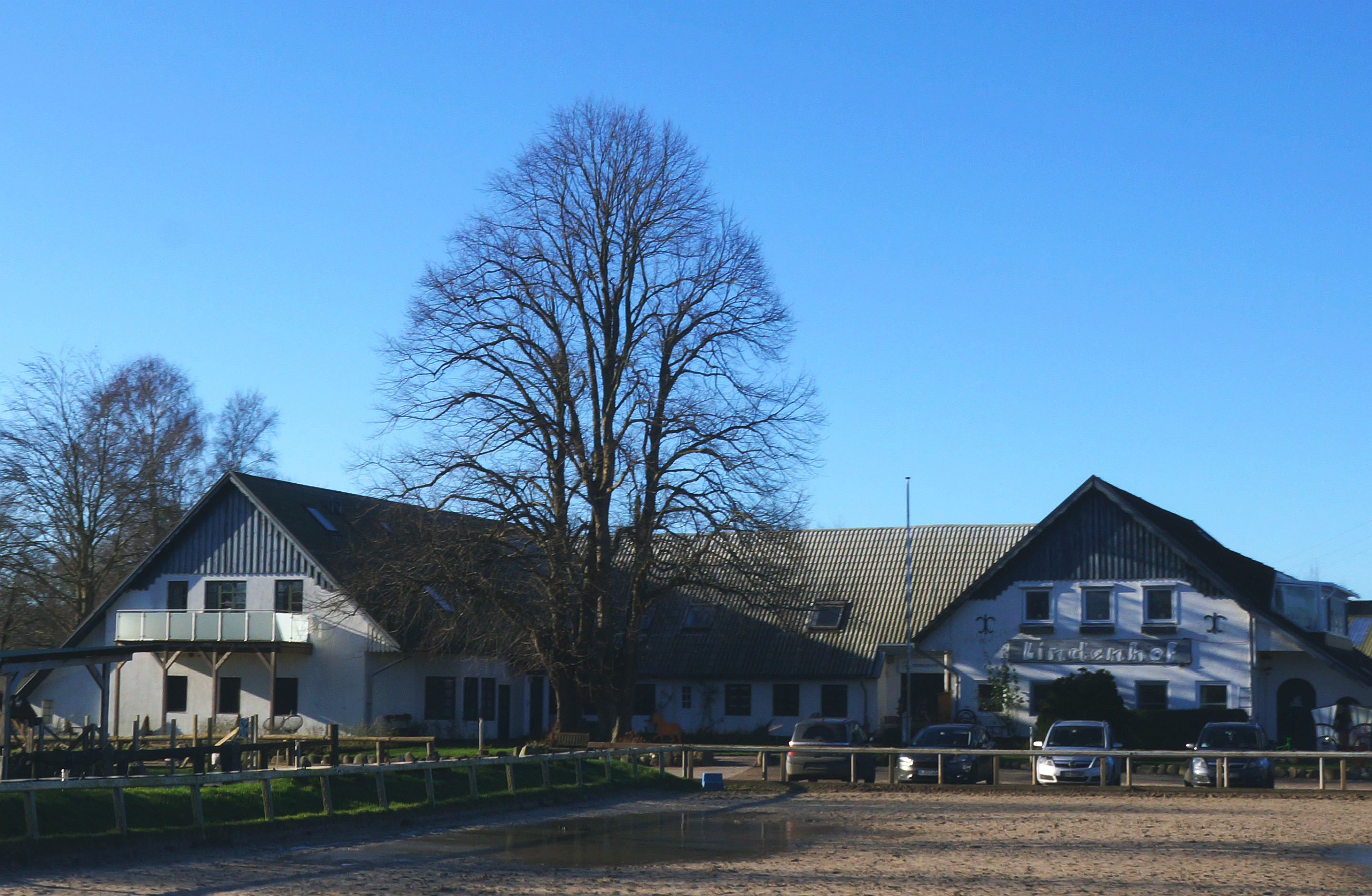
Habernis Lindenhof (2020)
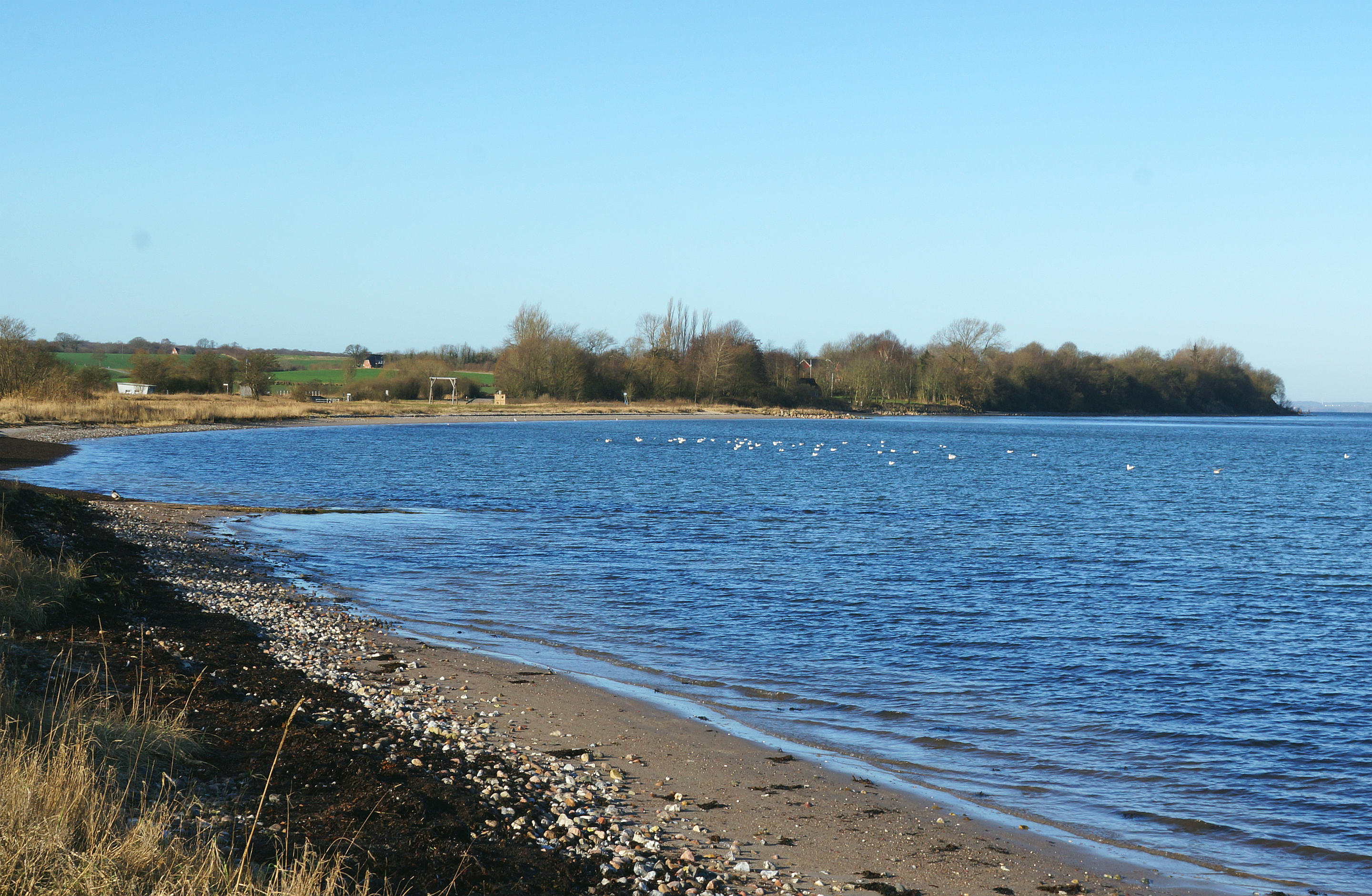
Bucht von Habernis in der Gemeinde Steinberg (2020)
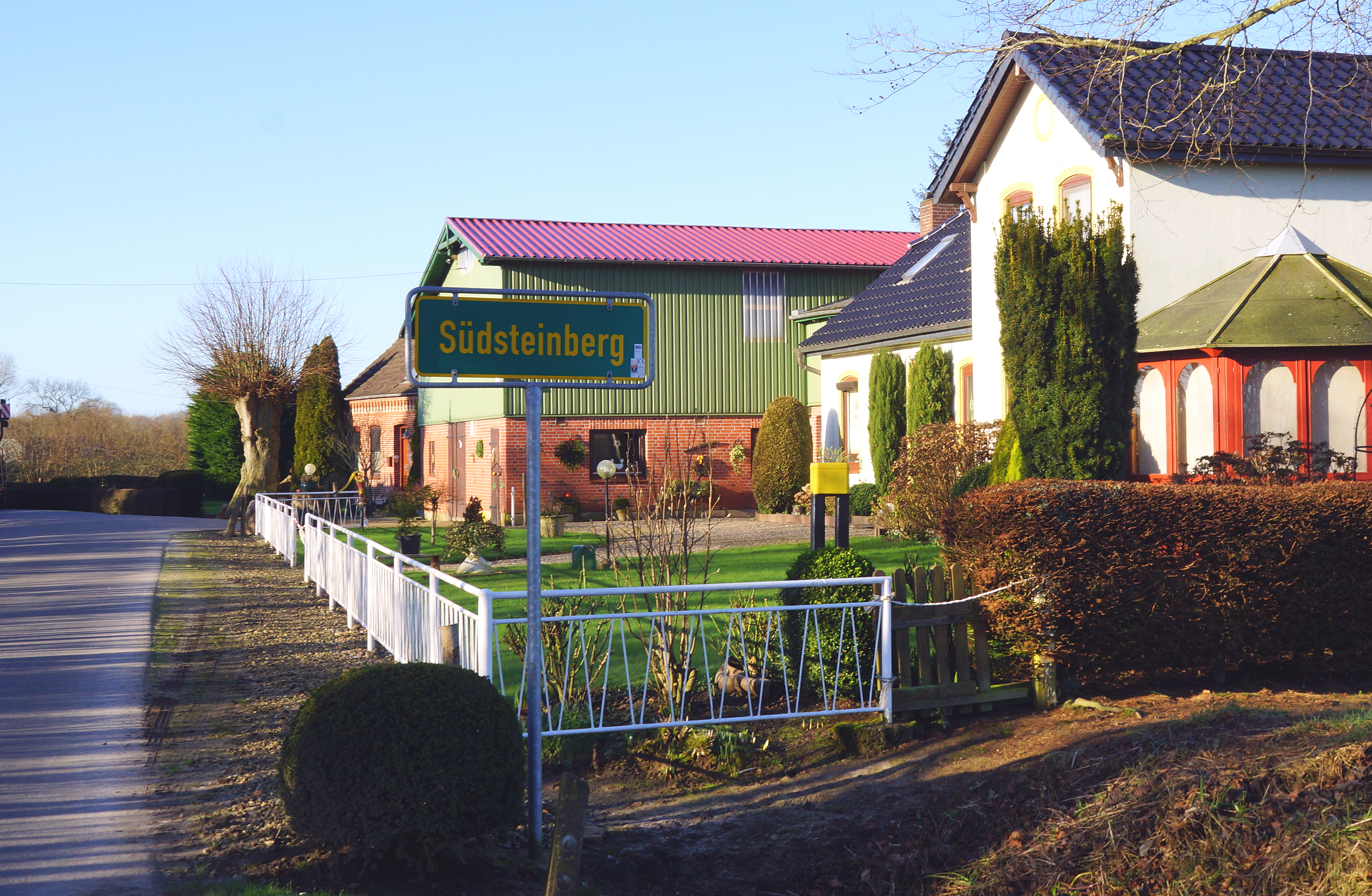
Südsteinberg (2020)

## Persönlichkeiten

### Söhne und Töchter der Gemeinde
- Peter Bischoff (1655–1721), Bürgermeister St. Marien in Flensburg
- Johann Boysen (1723–1799), Hardesvogt in der Nieharde (Nye Harde)
- Hermann Theodor Brinckmann (1839 ?), promovierter Mediziner zu Kiel und Wandsbek
- Johannes Niemann (1891–1973), Bürgermeister in Steinberg
- Henry Gruber (* 1899 in Steinberghaff; † 1959 in Bremen), Yachtkonstrukteur

### Mit Steinberg verbunden
- Peter Holst (1708–1768), Pastor (Initiator Kirchturmbau)
- Hans Ingermann (* 16. Oktober 1726 in Asserballe; † 6. Dezember 1807 in Steinbergholz), Seefahrer und Schiffsbaumeister
- Friedrich Rumohr (1728–1790), Landrath, Erbe und Verkäufer Gut Oestergaard
- Boye Cornelus Knutz (1787–1870), Lehrer zu Kalleby, Küster zu Steinberg
- Hans Nicolai Andreas Jensen, (1802–1850), Pastor und regionaler Chronist
- Cornelius Kiesbye (* 10. August 1816; † 2. Juni 1906), Bauer und Wohltäter Norgaardholz
- Jakob Marquardsen (1848–1932), Vorsteher im Amtsbezirk Steinberg
- Karl Heinz Lietzow (1917–2004), Fischer in Steinberg-Norgaardholz
- Johanna Magerfleisch (1883–1972), Malerin